# Єгова
Єго́ва (др.-євр. 𐤉𐤄𐤅𐤄) — одне з імен Бога в юдаїзмі та християнстві. Передане у єврейських рукописах Старого Завіту тетраграмою יֱהֹוִה «ігвг». За однією з версій, це ім'я є формою давньоєврейського дієслова «гава́» (ставати)
За іншою версією, може означати: "Я є той, хто є", чи перекладатися як "Сущий".
Форма «Єгова» не збігається з древньою вимовою цього імені часів Другого Храму. Існує також інший варіант прочитання Тетраграматону — «Ягве».
У Біблії це ім'я згадується набагато частіше за інші імена. У вигляді тетраграми יְהֹוָה з'являється 6518 разів у традиційному Масоретському тексті, на додаток до 305 у вигляді יֱהֹוִה (Jehovih) — Єгові.

## Тетраграма та її вимова

Тетраграма у фінікійському (гіпотетичний), давньоарамейському та єврейському квадратному написаннях

У найдавнішій єврейській версії ім'я Єгова (Ягве) записано чотирма літерами так: ЙГВГ יהוה, утворюючи так звану тетраграму (грец. τετραγράμματον, від τετρα —«чотири» та γράμμα — «літера»). Остання з цих літер не читається як «г», а позначає голосний звук, див. Матрес лекціоніс. Латинською мовою ця тетраграма транслітерується як JHWH. Дві основні традиції читання тетраграми: Jehowa (Єгова) та Jahwe (Ягве). Оскільки орфографія єврейської та арамейської мов включала лише приголосні літери, а голосні підбирались згідно з усною традицією, то правильна вимова цього імені залишається предметом гіпотез.
Також слово має спільне коріння зі словом Гава (Єва), яке в Острозькій Біблії перекладається як Жива.
Багато хто не схильний вживати форму імені Єгова через те, що «слово» Єгова «не є точний відповідник жодній формі Імени, що будь-коли вживалась в єврейській мові». Тому такі біблеїсти використовують форму Ягве.

## Ім'я Єгова в українських перекладах Біблії
- У перекладі Огієнка ім'я Єгова трапляється у (Вихід 15:3[недоступне посилання з вересня 2019]), а також (Вихід 17:15[недоступне посилання з вересня 2019]) і (Суд. 6:24[недоступне посилання з вересня 2019]). Крім того, Боже ім'я (передане як Jehova[h] або Jah) можна знайти в примітці до (Вихід 6:3[недоступне посилання з жовтня 2019]), а також у виданні 1962 та 1988 років у примітках до (Вихід 12:41[недоступне посилання]); (1 Сам. 2:20[недоступне посилання з вересня 2019]); (Пс. 103:35[недоступне посилання з вересня 2019]) [104:35] та (Єз. 48:35[недоступне посилання з жовтня 2019]).
- У перекладі Хоменка ім'я Ягве трапляється у (Вихід 6:2, 3 [Архівовано 14 травня 2014 у Wayback Machine.]) (6:2, 3); (Вихід 18:11 [Архівовано 14 травня 2014 у Wayback Machine.]) (18:11); (Авдія 1:1 [Архівовано 14 травня 2014 у Wayback Machine.]) (1:1), а також у (Вихід 17:15 [Архівовано 14 травня 2014 у Wayback Machine.]) (17:15). Крім того, воно є в примітках до (Буття 2:4 [Архівовано 14 травня 2014 у Wayback Machine.]) (2:4) та (Вихід 17:15 [Архівовано 14 травня 2014 у Wayback Machine.]) (17:15).
- У перекладі Куліша Боже ім'я Єгова вжито у Друга книга Мойсея 6:3, 6 (Книга Вихід) та (Ісуса Навина 22:22) 21:22 [Архівовано 5 листопада 2013 у Wayback Machine.], а також у Перва книга Мойсея 22:14 (Книга Буття); Друга книга Мойсея 17:15 (Книга Вихід) і примітці до (Псалма 104:35) Псалтир 103:35 [Архівовано 5 листопада 2013 у Wayback Machine.].
- У перекладі Деркача ім'я Єгова вжито в Псалмі 68:4.
- у перекладі Філарета ім'я Єгова вжито в (Перша Книга Мойсея (Буття) 22:14); (Друга Книга Мойсея (Вихід) 15:3), а також як Ієгова у (Друга Книга Мойсея (Вихід) 3:14, 17:15, 33:19, 34:5); (Книга Суддів Ізраїлевих 6:24); (Книга Пророка Осії 12:5).
- у перекладі Гижі ім'я Єгова вжито в (Буття 22:14); (Вихід 3:14); (Вихід 15:3); (Вихід 17:15); (Вихід 33:19); (Вихід 34:5); (Суддів 6:24); (Псалом 82:19); (Ісаї 12:2), а також у примітці до слова «Господь» у (Вихід 6:3).
- У перекладі Бачинського ім'я Єгова десятки разів уживається в примітках до різних віршів, як-от до Вихід 3:14; 6:3; 15:3; Повторення Закону 6:13; Ісуса Навина 24:22; Ісаї 42:8; Єремії 33:2.
- У перекладі Сарницького ім'я Іегова у примітці до Псалма 109:1 [110:1].
- У перекладі Слюсарчука ім'я Єгова вживається в примітці до Псалма 8:2, а також як Іеговаг у примітці до слова «Господь» у Псалмі 135:1 [136:1]
- У перекладі Івана Франка Боже ім'я у формі Ягве вжите в Буття 2:4, 5, 7-9, 15, 16, 18, 19, 21, 22.
- У перекладі Дулумана Тетраграма часто перекладена як Ягве. У самій лише Книзі Вихід — понад 100 разів.
- У перекладі Москаленка Боже ім'я у формі Ягве є в Суддів 5:2-5, 9, 11, 23, 31.
- У «Перекладі нового світу»[6], (який був створений і виданий релігійною організацією «Свідки Єгови») в основному тексті Боже ім'я Єгова зустрічається 7210 разів — 6973 рази в Єврейських Писаннях (Старий Заповіт) і 237 разів в Грецьких Писаннях (Новий Заповіт). Свідки Єгови вважають, що ними було відновлено вживання особистого імені Бога у всіх тих місцях, де воно присутнє або, за їх твердженнями, повинно було бути присутнім в оригіналі. У Старому Заповіті ім'я «Єгова» найчастіше вживається як переклад тетраграми, а також іноді слова «Адонай» (наприклад, у Бут. 18:3,27,30,32, 19:18). У Новому Заповіті вживається як переклад слова «κύριος» («Господь»), але не у всіх випадках, а тільки в тих, де, як вважається, має бути «втрачене» ім'я «Єгова». А у всіх інших випадках (у більшості вони явно вказували на Ісуса) «κύριος» перекладається як «Господь». У деяких випадках ім'я «Яг» (скорочена форма від «Єгова») вживається як буквальний переклад слова Алілуя (перекладається як «вихваляйте Яг»).

Повний перелік відомих біблійних перекладів українською мовою див. у статті Переклади Біблії українською мовою.

## Дискусія щодо вживання Божого імені Єгова
Згідно з поясненнями богословів, якщо кликати ім'я Ягве (наприклад, Йоіл 2:32) — кликати на Самого Бога. Якщо говорити, благословити, або проклясти від Його Імені — то значить залучити Його і Його силу. 3-тя заповідь забороняє використовувати ім'я Ягве несерйозно, марно, без належної поваги. Але наголошується на тому, щоб «використовувати це ім'я в похвалі (Алілуйя [hallelu-jah], єврейською „слава-Яг[ве]“) і святити його (ім'я)» (1-а Петиція Господньої молитви).

## Боже ім'я в оригінальних текстах Біблії

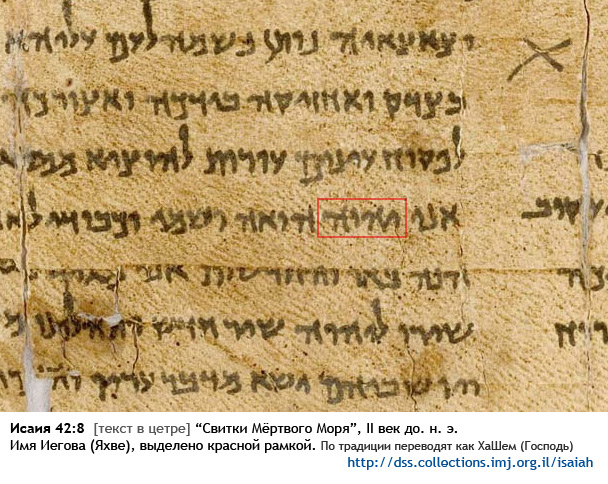
Сувої Мертвого моря, 2 ст. до. н. е. тетраграма в Старому Заповіті (Ісаї 42:8).

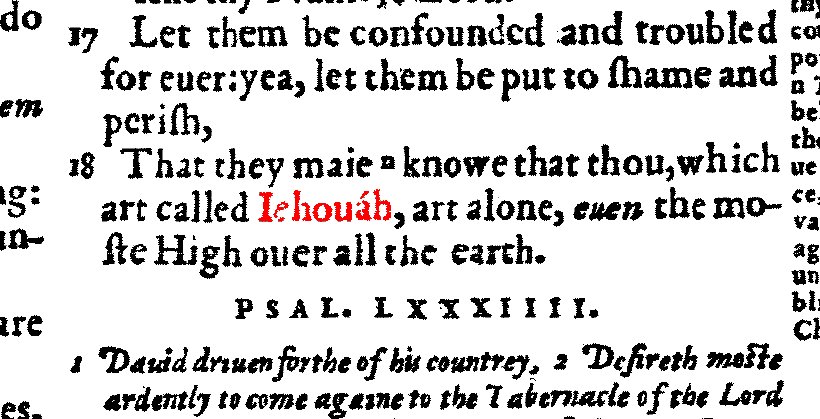
Женевська Біблія, 1560 рік
Пс. 83:18

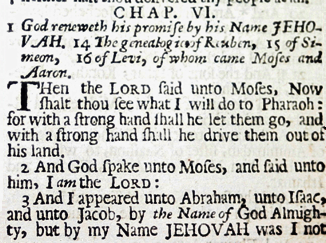
Біблія короля Якова, 1611 рік
Вих. 6:3

### Старий Заповіт
У єврейському тексті Біблії (Старий Завіт) ім'я Єгова (Ягве) у формі тетраграми трапляється 6828 разів, починаючи від Буття 2:4. Це ім'я з'являється частіше, ніж будь-яке інше позначення Бога: Елогім («Бог» у множині, але означає єдиного Бога) та Ел (Бог) 2600 разів; Адонай (Господь) 30 разів; Шаддай (Всемогутній) 48 разів.
Ім'я Єгова (Ягве) було перенесено у формі тетраграми — Імени Божого, записаного палеоєврейським письмом, а також арамейськими квадратними літерами, які з середини I ст. до н. е. використовувались також для єврейської мови (це перенесення підтверджують знахідки, датовані I століттям н. е.) до частини ранніх версій грецького перекладу Старого Заповіту — Септуаґінти (LXX), часто цитованої в Новому Заповіті. Серед кумранських рукописів був виявлений також грецький переклад книги Левит, в якому тетраграма була передана грецькими літерами IAW (Йао). У пізніших переписах грецької Септуаґінти, (що підтверджується знахідкою, датованою III століттям н. е.) на місці тетраграми вставлено вирази «Kyrios» (Господь) та «Theos» (Бог).
Перші варіанти фонетичної передачі вимови тетраграми латинською мовою, близькі до імені Єгова, з'явилися в XIII столітті. А ще через 300—400 років ім'я Єгова (Iehouáh, Iehovah, Jehovah) вже використовувалося в деяких перекладах Біблії. Зокрема, його можна виявити в «Женевській Біблії» (1560) і в «Біблії короля Якова» (1611).

### Новий Заповіт
Ім'я «Єгова» (або «Ягве») в  рукописах Нового Заповіту, що дійшли до нас мовою оригіналу — давньогрецькою, не вживається, а тетраграматон, цитований зі Старого Заповіту в Новому Заповіті, наприклад 109 Псалом, передається словом «'Κύριος»' (Господь) або словом «'Θεός»' (Бог). Протягом тривалого часу не було виявлено жодного давнього рукопису Нового Заповіту давньогрецькою мовою, де зустрічається тетраграма або транслітерація цього слова, фонетично близька до імені Єгова чи Ягве. Але в середині XX століття вчені знайшли дуже старі фрагменти рукописів Септуаґінти, у яких містилося Боже ім'я, написане єврейськими літерами.
Не виявлено жодної молитви, ні одного твору в християнстві з I по X століття, де вживається ім'я Єгова чи Ягве, або фонетично близька форма тетраграми як ім'я Бога християн. Згадки тетраграми у християнських письменників пов'язано тільки з описом традицій і звичаїв юдаїзму.
У 1961 році Свідками Єгови англійською мовою було видано «Переклад нового світу» — переклад Біблії, який вони використовують у своїй релігійній діяльності. У цьому перекладі Ім'я «Єгова» зустрічається 7210 разів: 6973 рази в Старому Заповіті і 237 разів у Новому Заповіті. Свідки Єгови вважають, що ними було відновлено вживання особистого імені Бога у всіх місцях, де воно, на їх думку, було або мало бути в оригіналі. Українською мовою «Переклад нового світу» цілої Біблії вийшов у 2014 році (Новий Заповіт — у 2005 році).
Православні християнські богослови вважають практику вживання імені «Єгова» в тексті Нового Заповіту необґрунтованою, оскільки вважають, що ім'я «Єгова» відсутнє у всіх відомих стародавніх рукописах Нового Заповіту мовою оригіналу. Крім того, немає ніяких згадок цього імені у всіх документах з історії раннього християнства — як християнського, так і язичницького або юдейського походження. Тільки в деяких випадках в рукописах зустрічається тетраграматон, проте без транскрипції на іншу мову.
Професор релігії та івриту Джордж Говард Університету Джорджія (США) опублікував у 1977 році працю, в якій виклав гіпотезу про те, як тетраграматон міг використовуватися при написанні початкових текстів Нового Заповіту. Згідно з його теоріїєю, ім'я Бога «YHWH» з'являлося в християнських рукописах у тих місцях, які містили або цитати зі Старого Заповіту або посилання на нього. Згодом тетраграматон, за припущенням Говарда, був замінений словом Κύριος, що, на його, заплутало язичників, які прийняли християнство, щодо розуміння взаємозв'язку між «Богом» «(YHWH Elohim)» і «Господом Ісусом» «(Κύριος Ἰησοῦς)». Виявлені в минулому сторіччі древні рукописи Септуаґінти, котрі містять Боже ім'я у вигляді тетраграми, свідчать про те, що Говард, очевидно, мав рацію. Проте немає свідчень того, що теорія Говарда була сприйнята науковим співтовариством. У 1992 році праця з гіпотезою Говарда була опублікована повторно.
Крім «Перекладу нового світу», ім'я «Єгова» використовується в текстах Нового Заповіту ряду інших перекладів Біблії. Так, у підрядковому перекладі Emphatic Diaglott, виданому в 1864 році, ім'я «Єгова» в Новому Заповіті зустрічається 18 разів. В період з XIV століття і до XX століття ім'я «Єгова» з'являлося в деяких перекладах Нового Заповіту на єврейську, а також на африканські, азійські, американські та європейські мови. У перекладах Нового Заповіту, зроблених у XIX і XX століттях на сім тихоокеанських мов, ім'я «Єгова» зустрічається в 72 віршах.

## Боже ім'я та перекладачі Біблії
Багато перекладачів у своїх перекладах замінювали ім'я Бога словом «Господь». Так Ієронім у своєму перекладі Біблії латинською мовою, відомому як Вульґата‚ переклав Тетраграму ЙГВГ (YHWH, Єгова) словом Домінус («Господь»).
Згодом у Європі почали виникати нові мови — французька‚ англійська та іспанська. Проте Католицька Церква знеохочувала переклади Біблії цими новими мовами.
З часом вживання форми "Єгова" відновилося. 1278 року воно з'явилось у латинському творі Пуджіо фідеї (Кинджал віри) іспанського ченця Раймунда Мартіні. Раймунд Мартіні за правописом писав те ім'я так: Ієгова. Згодом, 1303 року, Поркет де Салватічі докінчив твір Victoria Porceti adversus impios hebraos (Поркетова перемога над безбожними євреями). У цьому творі він теж згадує Боже ім'я‚ і, за правописом, пише його в різних формах Іогоуаг‚ Ієгова і Єогуаг. Потім‚ у 1518 р.‚ Петрус Галатінус видав твір De arcanis catholicae veritatis (Відносно таємниць всесвітньої правди), в якому по буквах він писав Боже ім'я так: Ієгоуа. Боже ім'я перший раз з'явилось в англійській Біблії в 1530 р.‚ коли Вільям Тіндейл видав переклад перших п'яти книг Біблії. У цьому перекладі він помістив Боже ім'я‚ пишучи його по буквах Ієгоуа‚ в кількох віршах, і в примітці до цього перекладу він написав: «Ієгова є Боже ім'я… Крім того‚ коли бачите слово „ГОСПОДЬ“ виписане великими літерами (хіба буде якась друкарська помилка)‚ то по-єврейськи це є Ієгова». З цього часу почали вживати ім'я Єгова тільки в кількох віршах, а слова «ГОСПОДЬ» або «БОГ» у більшості віршів, де стоїть тетраграма в єврейському тексті.
У 1611 р. вийшов найширше вживаний англійський переклад‚ Авторизований переклад. У цьому перекладі Боже ім'я вживається чотири рази в головному тексті. (2 М. 6:3; (Псалом 82:19[недоступне посилання]) [(83):19‚ Переклад Огієнка]; (Ісаї 12:2[недоступне посилання]); (Ісаї 26:4[недоступне посилання з серпня 2019]) «Яг»‚ поетичне скорочення Божого імені, стоїть у (Псалмі 68:4 67:5[недоступне посилання з вересня 2019]) [(68):5‚ Переклад Огієнка]. І те цілковите ім'я вживається в назвах таких місць‚ як «Єгова-Ніссі» (Вихід 17:15[недоступне посилання з вересня 2019]); (Суддів 6:24[недоступне посилання з вересня 2019]). Проте‚ за прикладом Тіндейла‚ перекладачі в більшості випадків замінювали Боже ім'я словами «ГОСПОДЬ» або «БОГ».
Щось подібне ставалось у німецькій мові. У 1534 р. Мартін Лютер видав «свою» закінчену Біблію, перекладену з оригінальних мов. З якоїсь причини він не вживав Божого імені, а замінював його такими словами, як HERR(«ГОСПОДЬ»). Проте він знав Боже ім'я, тому що в проповіді, ґрунтованій на Єремії 23:1-8, яку він виголосив у 1526 р., він сказав: «Це ім'я Єгова, Господь, лише воно є ім'ям правдивого Бога».
У 1543 р. Лютер написав відверто: «Що коли [євреї] тепер твердять, що ім'я Єгова неможливо вимовляти‚ то не знають про що говорять… Якщо його можна писати письмовим приладдям‚ то чому це його не можна вимовляти‚ що є набагато краще від писання якимсь приладдям? Чому ж вони не кажуть‚ що його неможливо писати‚ неможливо читати‚ неможливо думати про нього? Беручи все це до уваги‚ то тут є щось нечесне». Все-таки, Лютер не виправив цієї справи у своєму перекладі Біблії. Інші німецькі Біблії в наступних роках зберігали те ім'я у (Вихід 6:3[недоступне посилання з жовтня 2019]).
У наступних століттях перекладачі Біблії розділились на два напрями — декотрі не зберігали Божого ім'я‚ тоді як інші широко вживали його в Єврейському Письмі, пишучи його у формі Єгова або у формі Ягве.

## Ім'я Єгова (Ягве) у власних іменах
Ім'я Єгова (Ягве) зустрічається також в Біблії як теофорний елемент групи єврейських імен. Деякі з них у зміненій формі стали українськими іменами: напр.: Matitjahu (укр. Матвій або Матей) i Jehochanan (укр. Іван або Йоан). Складники jahu i jeho роблять вірогідним погляд, що стародавні євреї могли вимовляти тетраграму ЙГВГ як у формі близькій до Ягве, так і у формі, близькій до Єгова.
Українські імена, що містять Боже ім'я як складову
- Азарій (Азар) — Азаріаг: допоміг Ягве.
- Ананій (Анань) — Ананіас: був милосердним Ягве. Або від (Ананіаг) Ягве відповів мені.
- Захар, Захарій — (Зекаріаг) Ягве згадав.
- Іван, Ян — (Єгоганан) Єгова змилосердився.
- Ілля (Ілько) — (Еліяг) мій Бог — Ягве.
- Ісай — (Ісаяг) спасіння Ягве. В імені Ісус (Спас) той самий корінь.
- Йосафат, Осафт (Сафат) — (Йошафат) Єгова Суддя.
- Матвій — (Маттітгіяг) дарунок Ягве.
- Овдій — (Обадіяг)  служитель Ягве.
- Осія — (Гошаяг) Спасенний Ягве, або Ягве врятував.
- Софон — (Зефаніяг) Ягве дав сховок.
- Яким — (Єгоякім) Єгова споруджує.
- Ярема, Веремій (Єремія) — д.-євр*.; ім'я Yirmәyāhū — Ягве (Бог) піднесе; від rūm — бути високим.

## Заборона вимови в юдаїзмі
До I століття після Р. Х. юдаїзм, трактуючи слова: «Не називай (згадуй) Імені Бога твого, даремно» (Вихід 20:7[недоступне посилання з грудня 2019]), забороняє вимовляння цього імені. В результаті правильну (таємну) вимову імені знали тільки священики Єрусалимського храму, а в побуті використовувався титул Адонай (Господь). Під час навали римлян у 70 р. н. е. Єрусалимський храм був зруйнований, а первосвященик вбитий, і, таким чином, первісна вимова була навіки втрачена.
Згідно з більшістю біблеїстів, вимова «Єгова» з'явилася у середньовіччі шляхом додавання Масоретами до тетраграми יהוה (ЙГВГ) голосних з єврейського אֲדֹנָי Адонай (Господь), яким євреї заміняли ЙГВГ, читаючи Біблію (у давньоєврейській писемній традиції відсутні голосні, тому вірна вимова слова передавалося усно). Таким чином виходило: Яговаг, або Єгова.
Звучання Ягве є імовірно правильним способом вимови оригінального єврейського слова, що логічно випливає з вимови єврейських слів «Я» та «гве», щодо яких практично немає сумнівів, оскільки в єврейській після приголосної «й» майже завжди з'являється «a», a після «гв» майже завжди з'являється «e». Однак слід зазначити, що в іменах, до складу яких воно входить (напр. Єгошуа, Їрмеягу), зустрічаються змінні голосні, що не дають можливості точно встановити, які саме вживали ізраїльтяни. Також належить зазначити, що у фінікійському тексті ім'я Бога Ізраїлю подано як «Аве». Варто також звернути увагу, що з огляду на різницю у вимові окремих голосних у сучасних мовах звучання вживаних форм найчастіше і так не має нічого спільного з оригінальним звучанням.
Цікаві результати дають дослідження вимови слів, які містять скорочену форму імені Божого, що з'являється напр. у звороті Hallelujah (Алилуя) — «Хваліть Яг» або імені Єгошуа (Ісус) — «Єгова є спаситель». Перше вказувало б більше на форму Ягве, друге — на форму Єгова.
У сучасній біблеїстиці тетраграма (чи її український відповідник) майже не використовується, і замінена епіклесами Господь, Пан, Пан-Отець. Окремі релігійні організації розглядають повернення імени Бога як повернення до правдивої релігії (див. Свідки Єгови).

## Галерея

Девіз міста Плімут (Англія): «TURRIS FORTISSIMA EST NOMEN JEHOVA» («Ім'я Єгови — міцна башта»), уривок з книги Прислів'я 18:10.
Ланцюжок і емблема королівського ордену Єгови (Jehovaorden), заснованого в 1606 році королем Швеції Карлом IX Вазою.
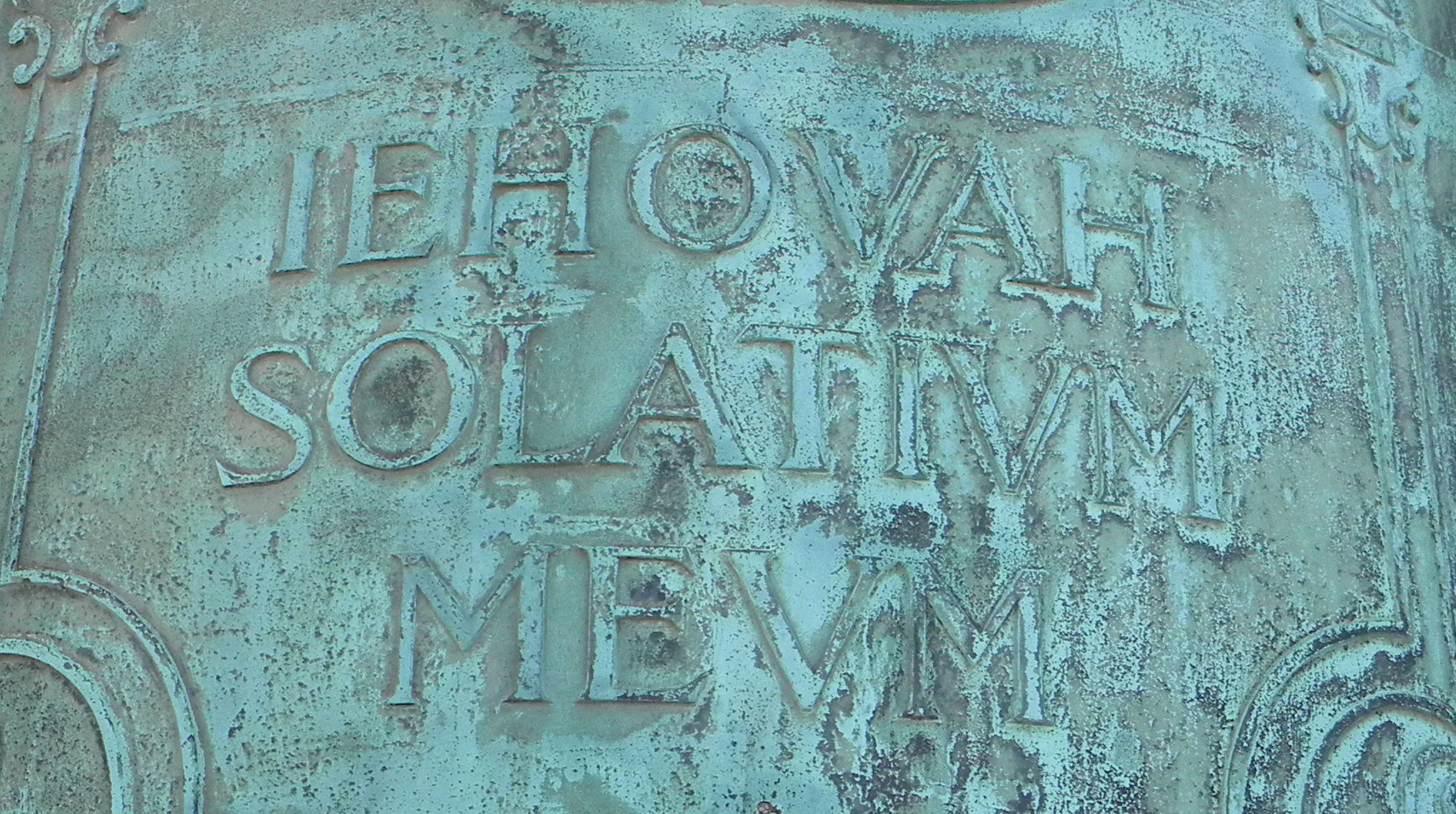
Девіз короля Карла IX Вази «IEHOVAH SOLATIVM MEVM» («Єгова — моя потіха», Псалом 62:6) на пам'ятнику в місті Гетеборг, Швеція, 1904 рік.
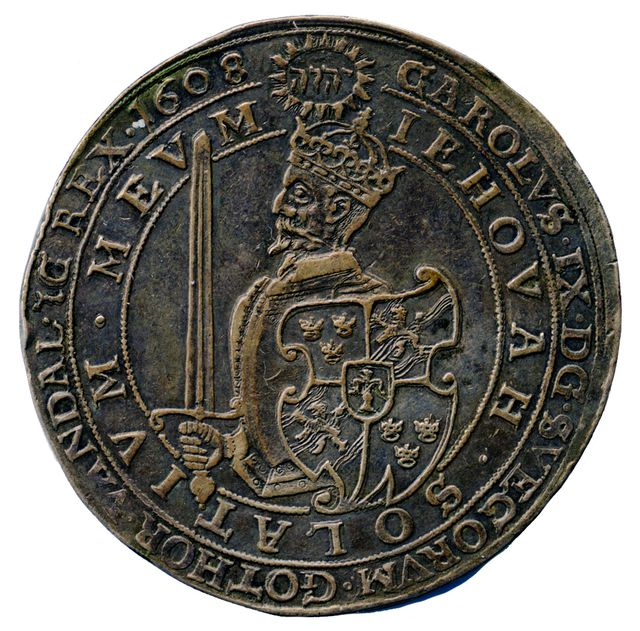
Девіз короля Карла IX Вази «IEHOVAH SOLATIVM MEVM» на аверсі монети, 1608 рік.
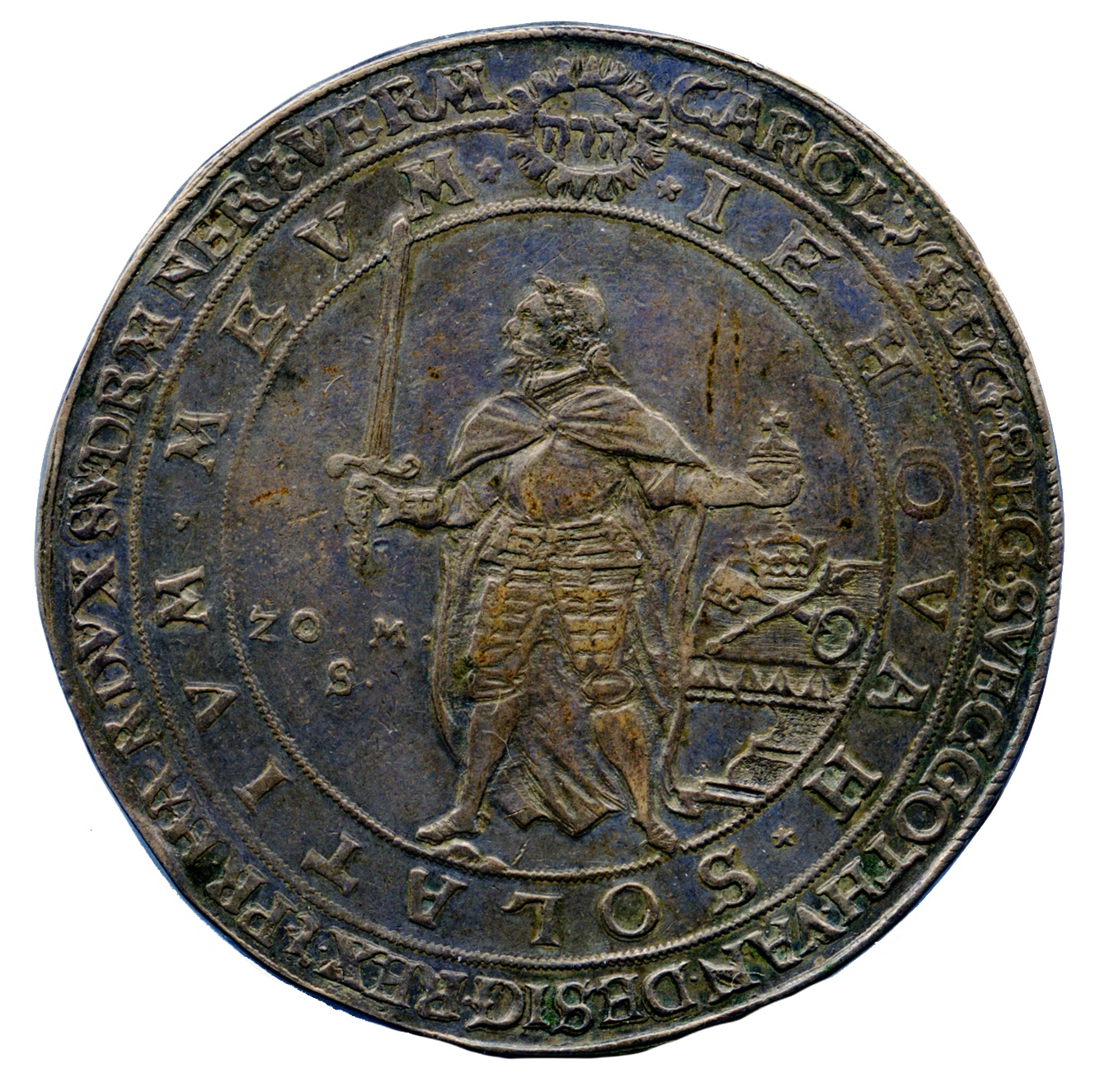
Девіз короля Карла IX Вази «IEHOVAH SOLATIVM MEVM» на аверсі монети.
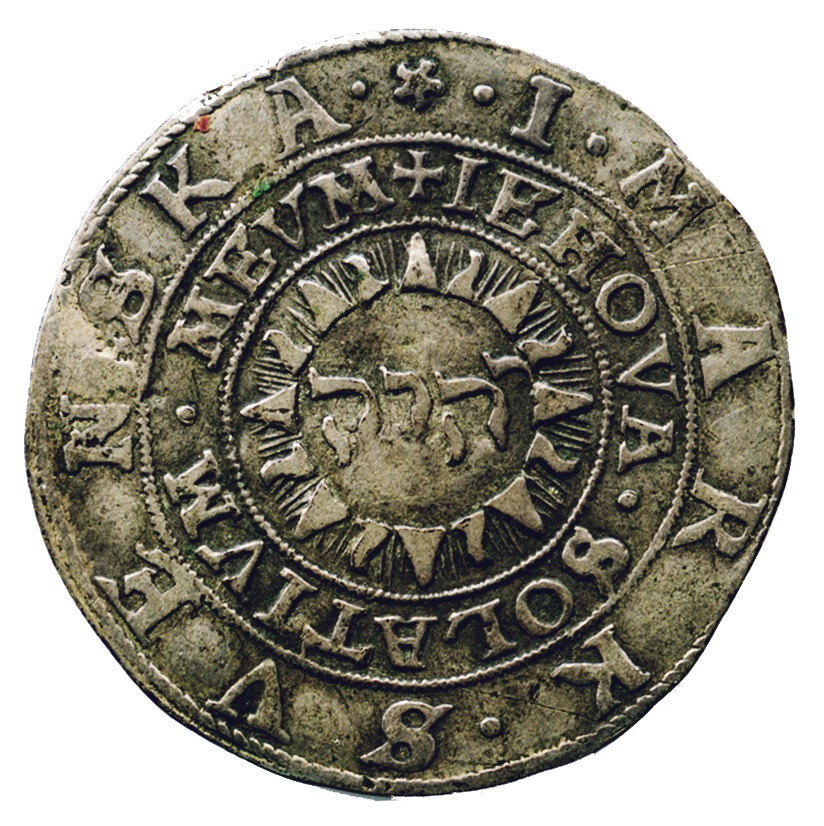
Девіз короля Карла IX Вази «IEHOVA SOLATIVM MEVM» на реверсі монети.
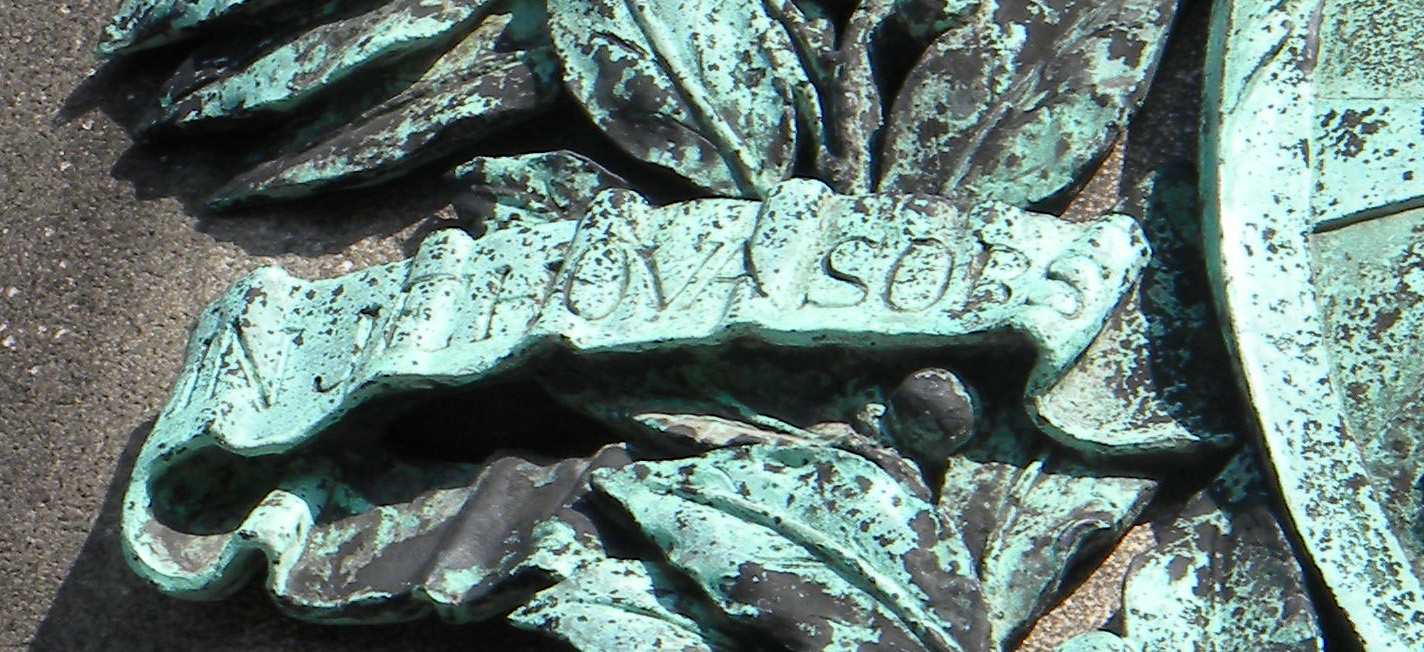
Девіз короля Швеції Карла X Густава «IN JEHOVA SORS MEA, IPSE FACIET» (Псалом 37:5) на пам'ятнику в Мальме, Швеція.
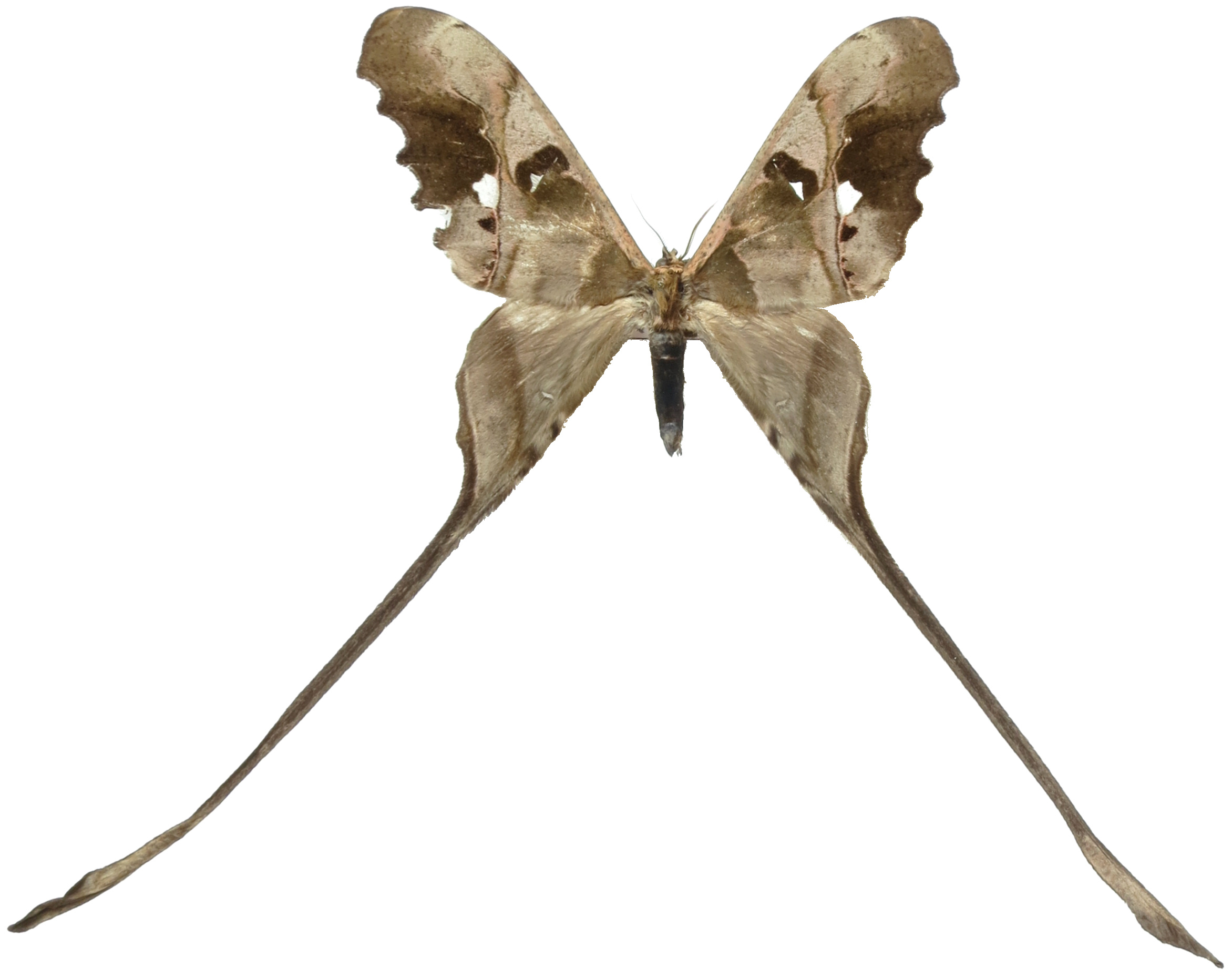
Метелик Copiopteryx jehovah[ru].
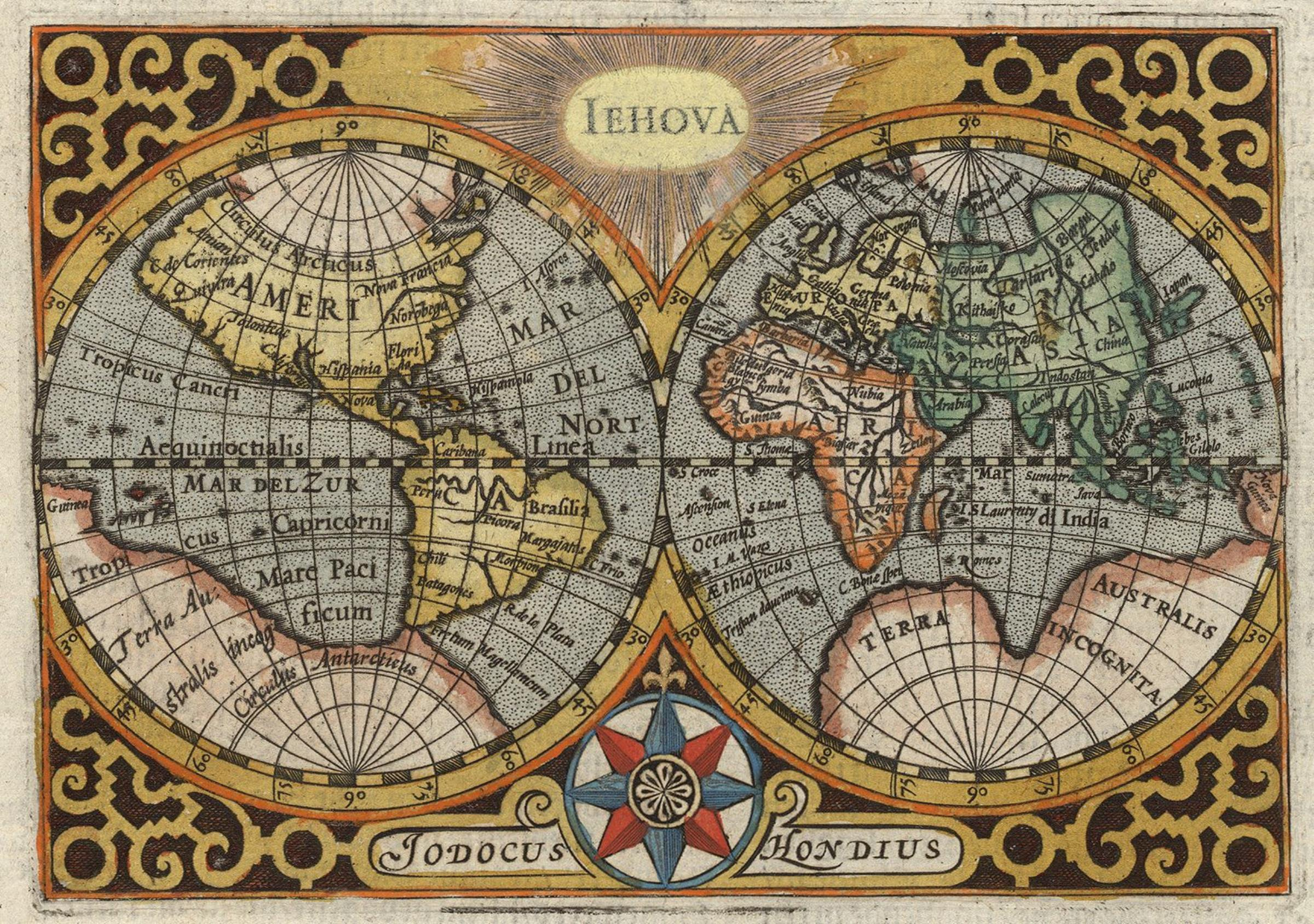
Напис «Iehova» на карті світу, створеній нідерландським картографом Йодокусом Хондіусом[en], 1596 рік.
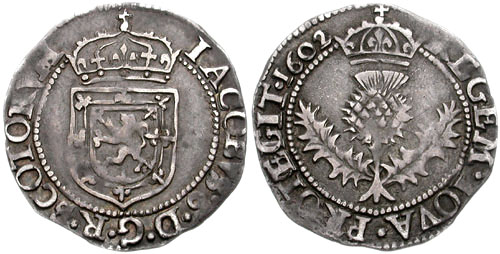
Напис «REGEM IOVA PROTEGIT» («Єгова захищає короля») на реверсі монети Якова VI — короля Шотландії, 1602 рік.
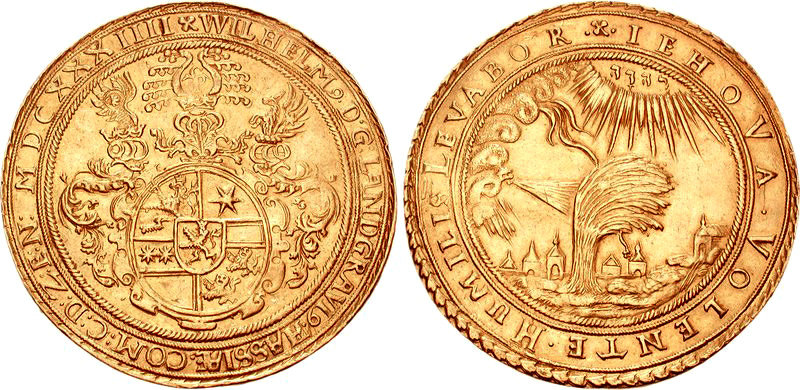
Напис «IEHOVA VOLENTE HUMILIS LEVABOR» («Волею Єгови буду піднесений») на 10 дукатах ландграфа Вільгельма V[en] Гессен-Кассельського, Німеччина, 1634 рік.
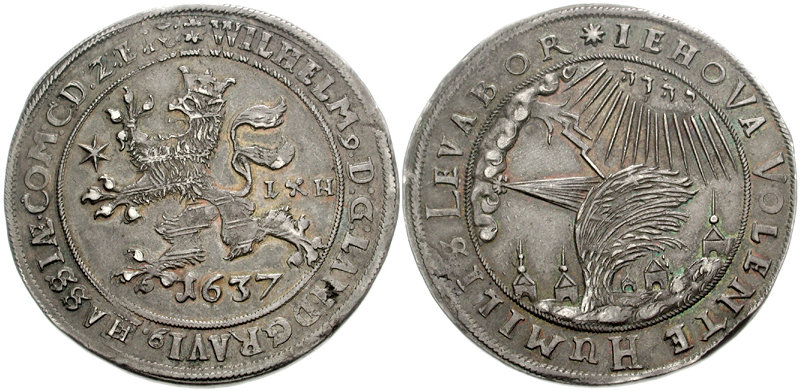
Напис «IEHOVA VOLENTE HUMILIS LEVABOR» на реверсі вайденбаумталера ландграфа Вільгельма V[en] Гессен-Кассельського, Німеччина, 1637 рік.
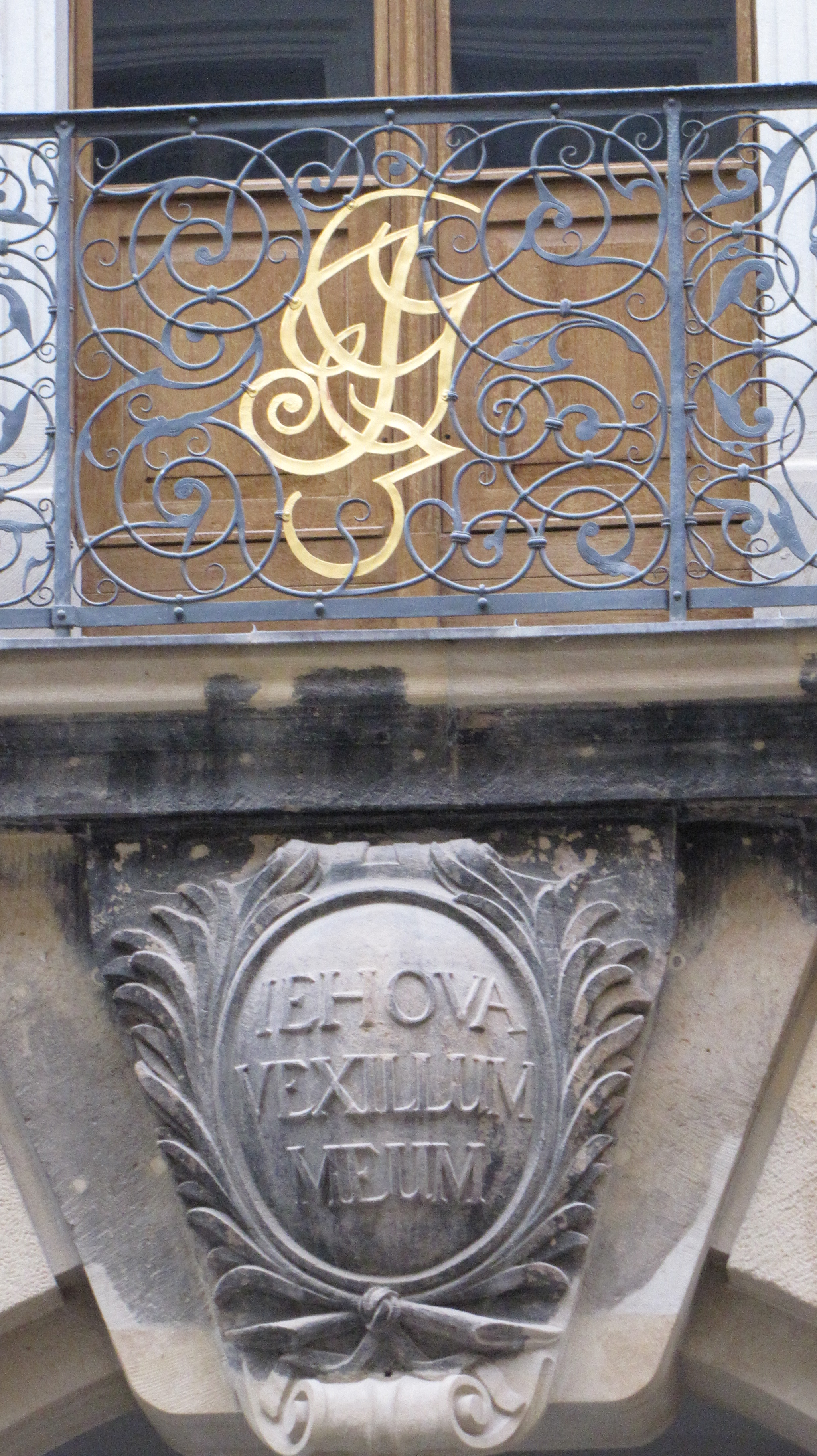
Девіз саксонського курфюрста Йоганна-Георга III «IEHOVA VEXILLUM MEUM» («Єгова — мій сигнальний прапор», або Єгова-Ніссı́, уривок з книги Вихід 17:15) на території Дрезденського замку, Німеччина.
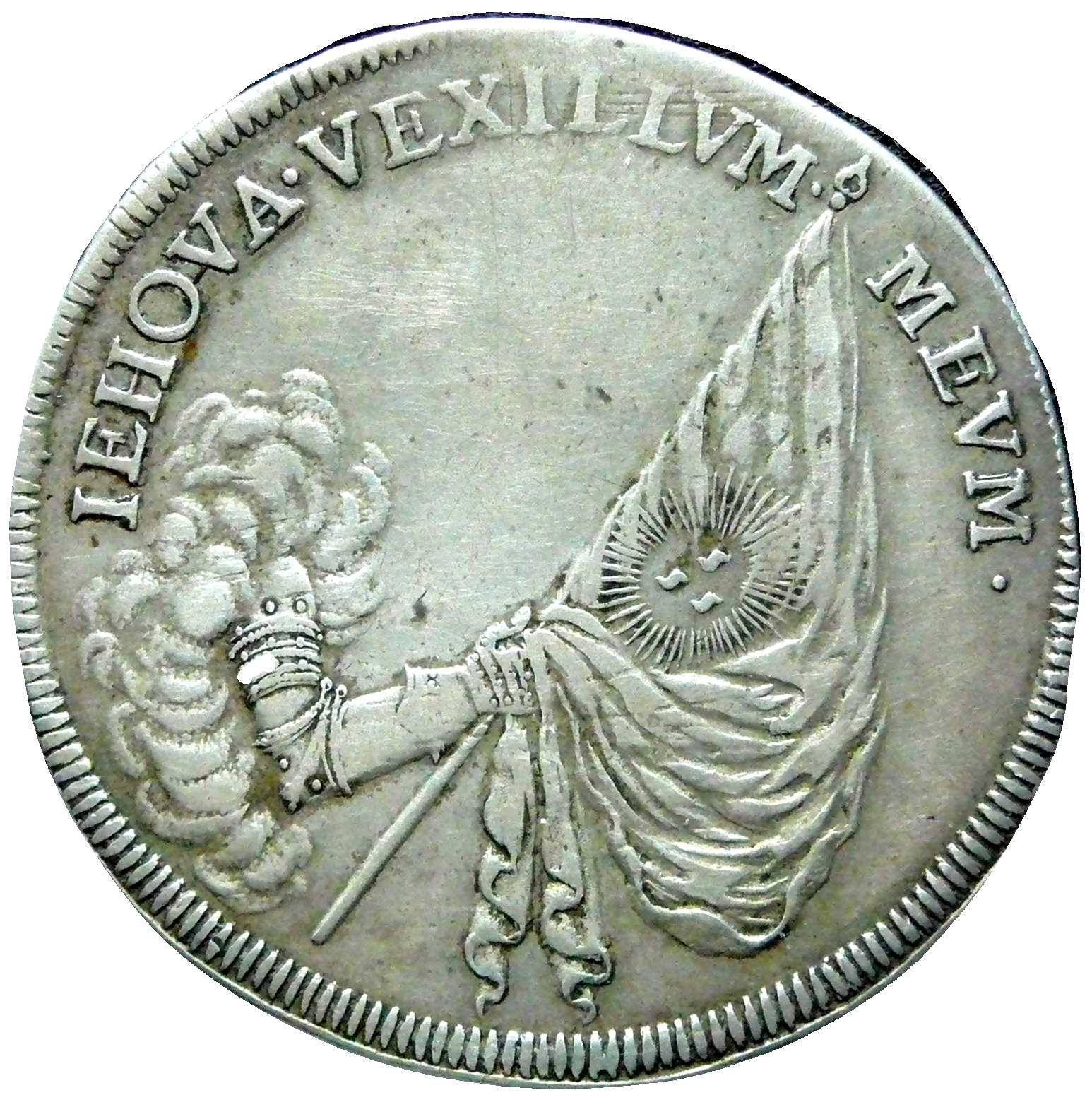
Девіз саксонського курфюрста Йоганна-Георга III «IEHOVA VEXILLUM MEUM» на пам'ятній монеті в честь смерті цього правителя, Німеччина, 1691 рік.
1780 рік.
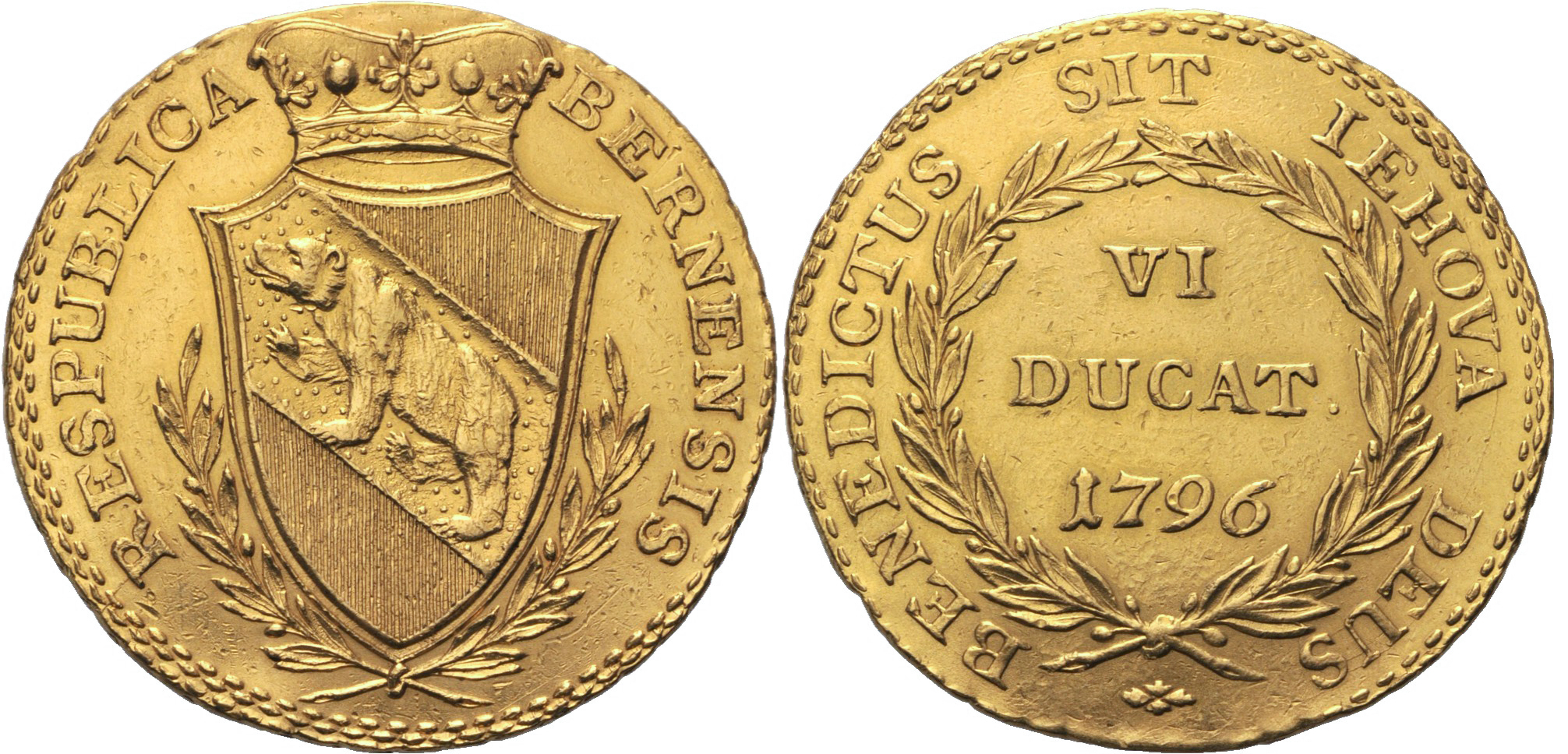
Напис «BENEDICTUS SIT IEHOVA DEUS» («Нехай Бог Єгова буде прославлений») на золотій монеті вартістю 6 дукатів, Швейцарія, 1796 рік.
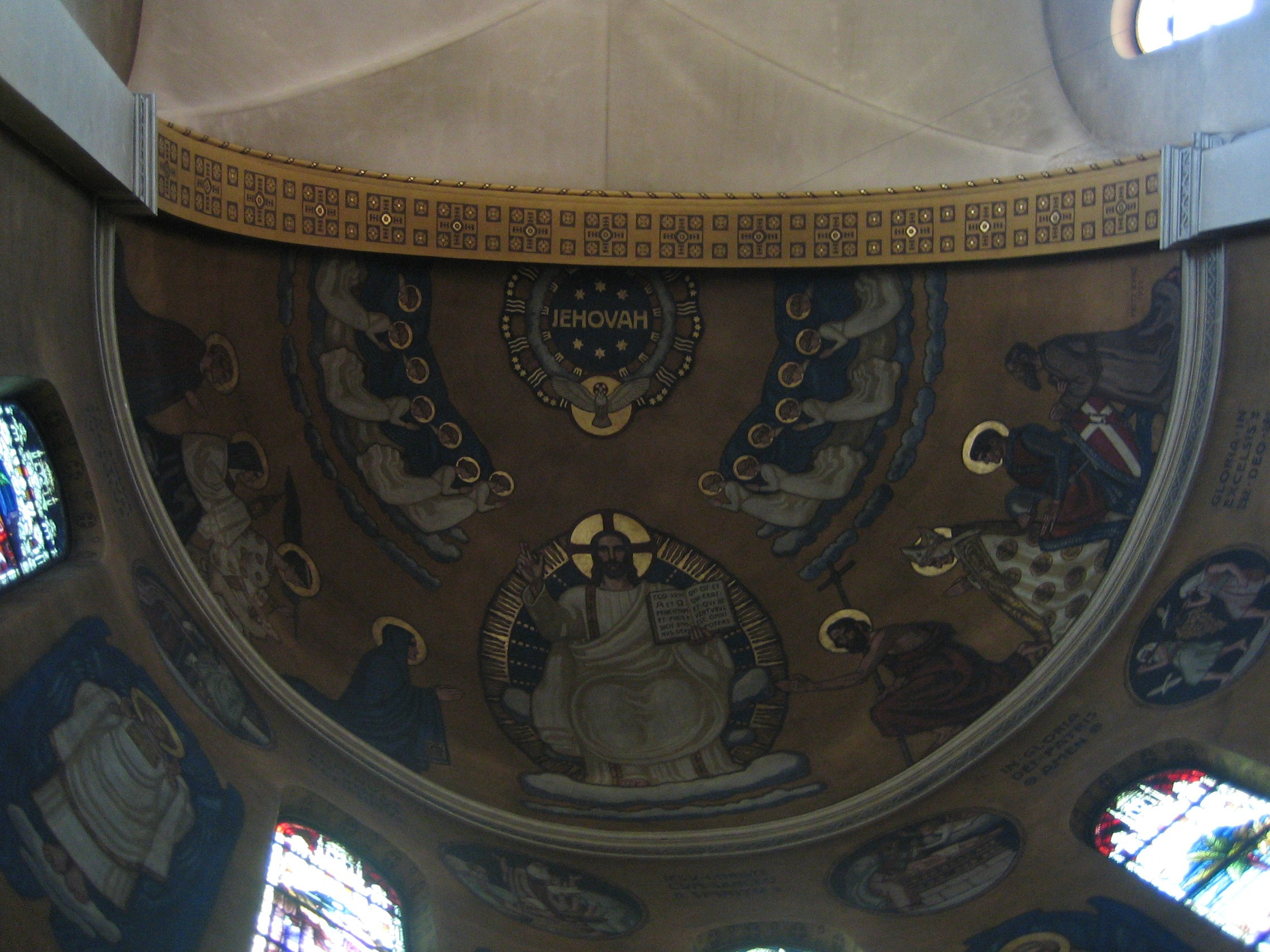
Напис «JEHOVAH» на куполі римо-католицької церкви Святого Мартіна[de], Швейцарія, 1908.
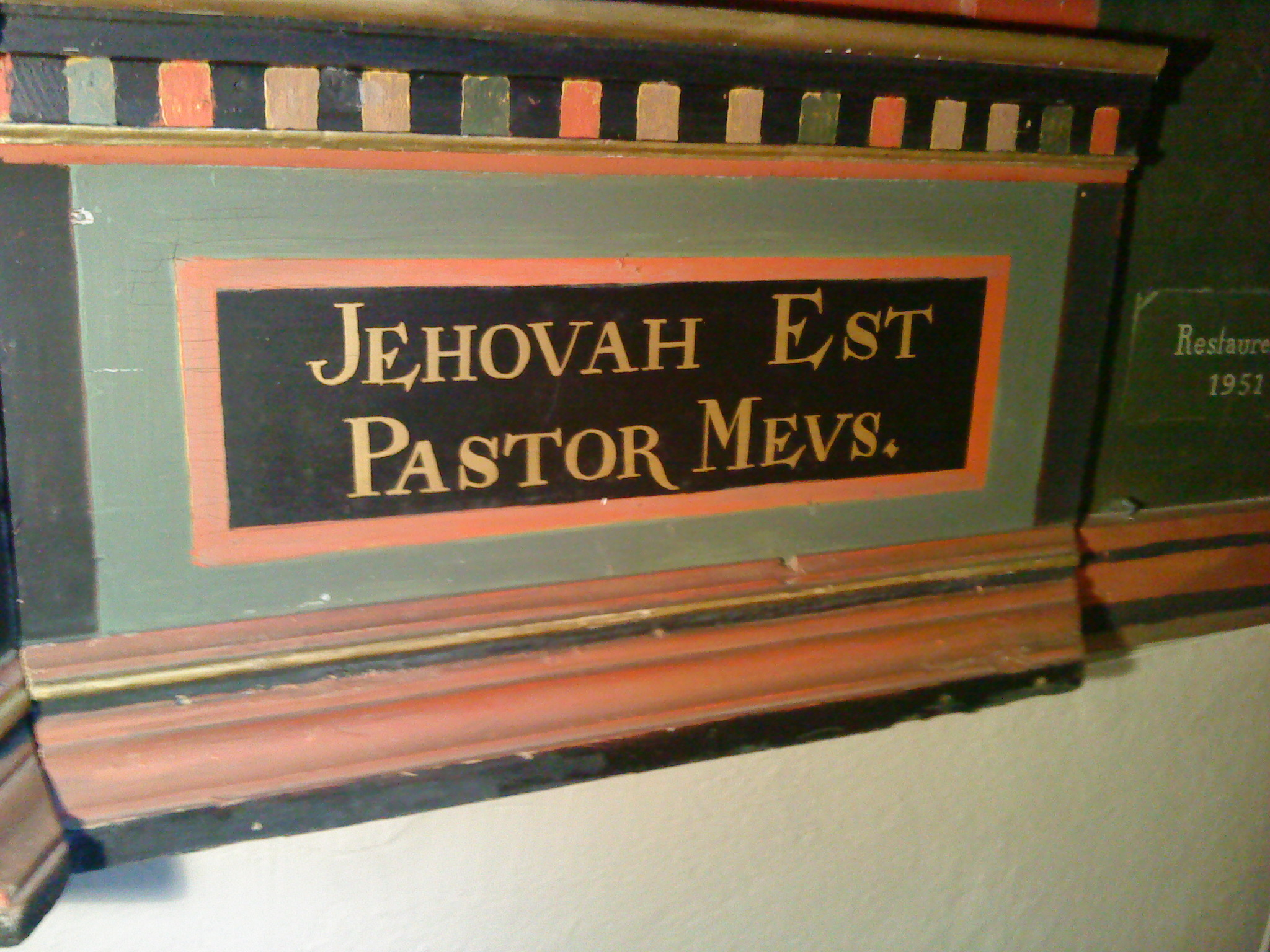
Уривок із Псалма 23:1 «Jehovah Est Pastor Mevs» («Єгова — мій Пастир») в церкві Джорнсторпа[sv], Швеція.
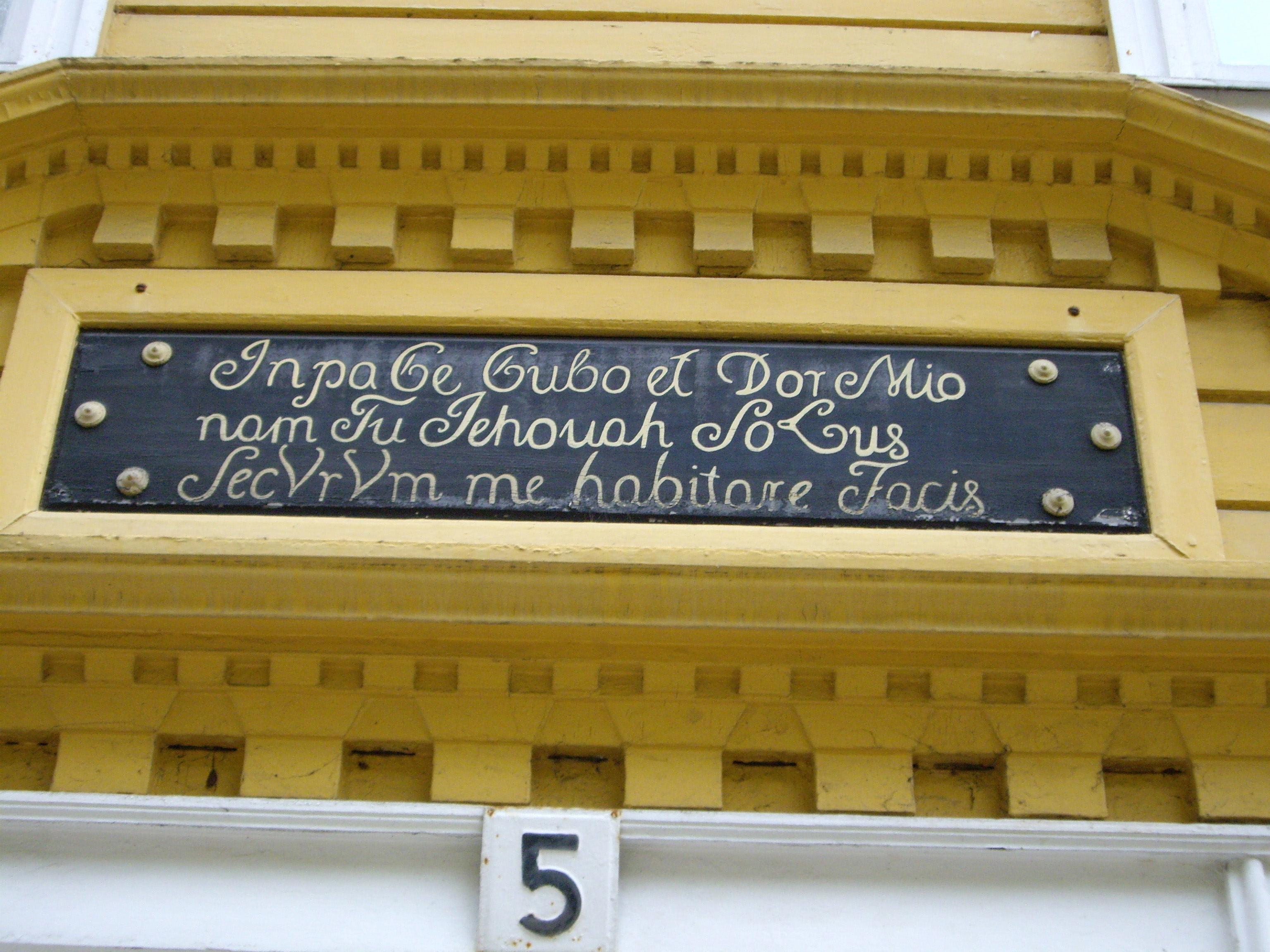
Псалом 4:8 «InpaCe Cubo et Dormio nam Tu Iehoua SoLus SecVrVm me habitare Facis» («У спокої я ляжу й засну, бо тільки завдяки тобі, Єгово, я живу безпечно») в Zetterlöfska huset[sv] в місті Кунгельв, Швеція.
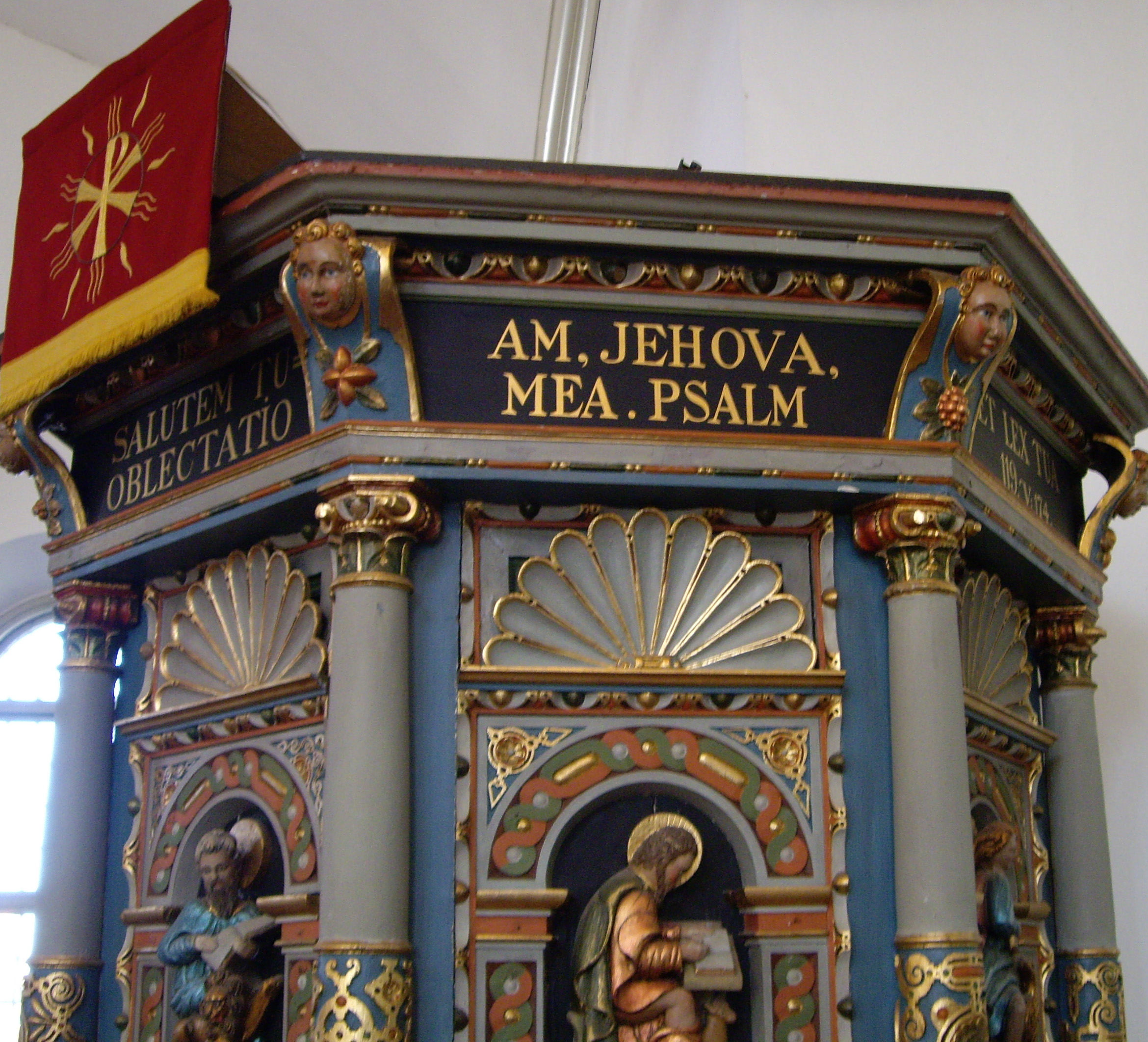
Псалом 119:174 «SALUTEM TUAM, JEHOVA, ET LEX TUA OBLECTATIO MEA» («Єгово, я прагну спасіння, яке ти даєш, твій закон я люблю») на кафедрі в церкві села Ivetofta[sv], Швеція, поч. XVII ст.
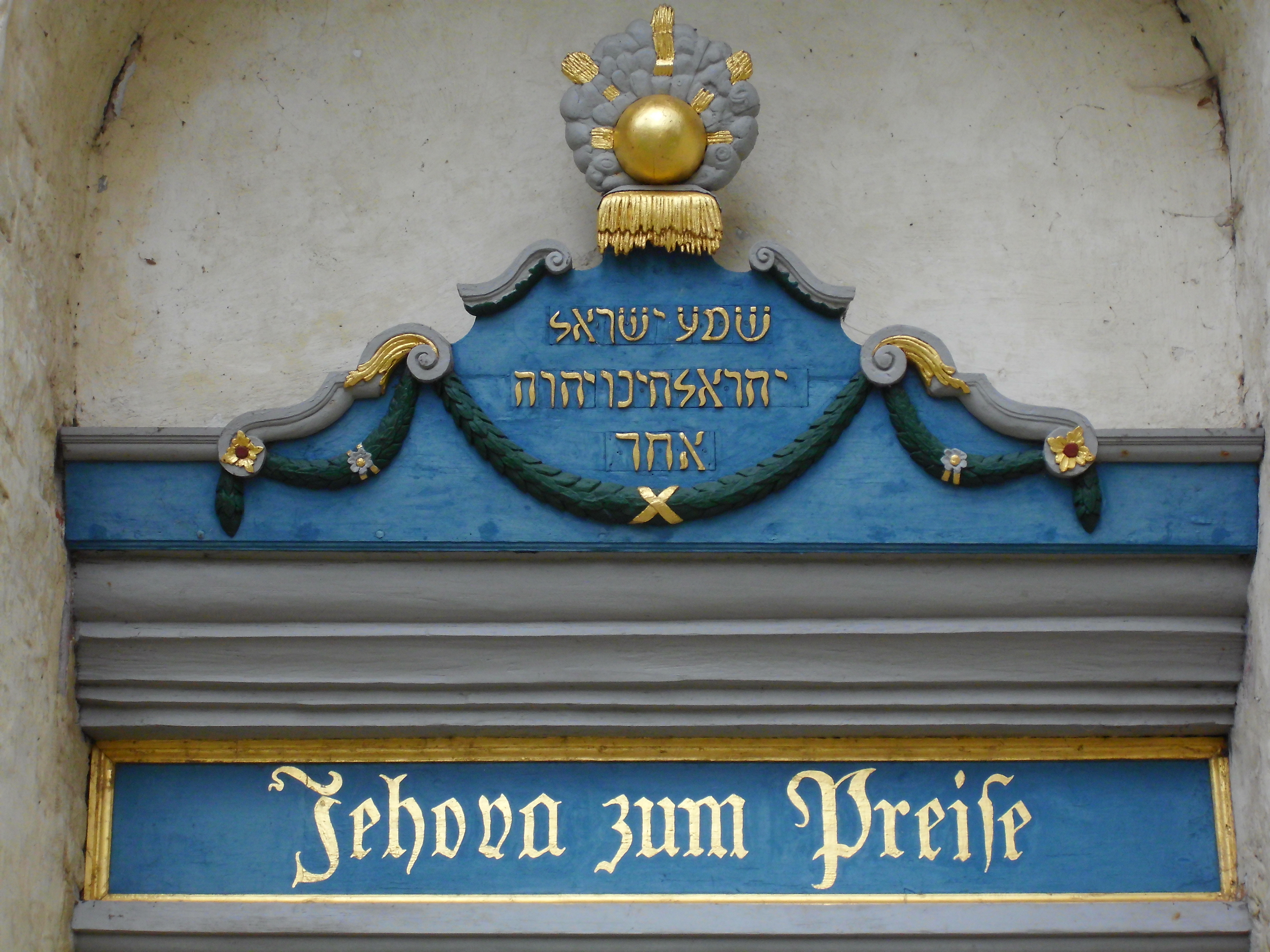
Напис «Jehova zum Preise» над входом до Церкви святого Якова[de], Німеччина.
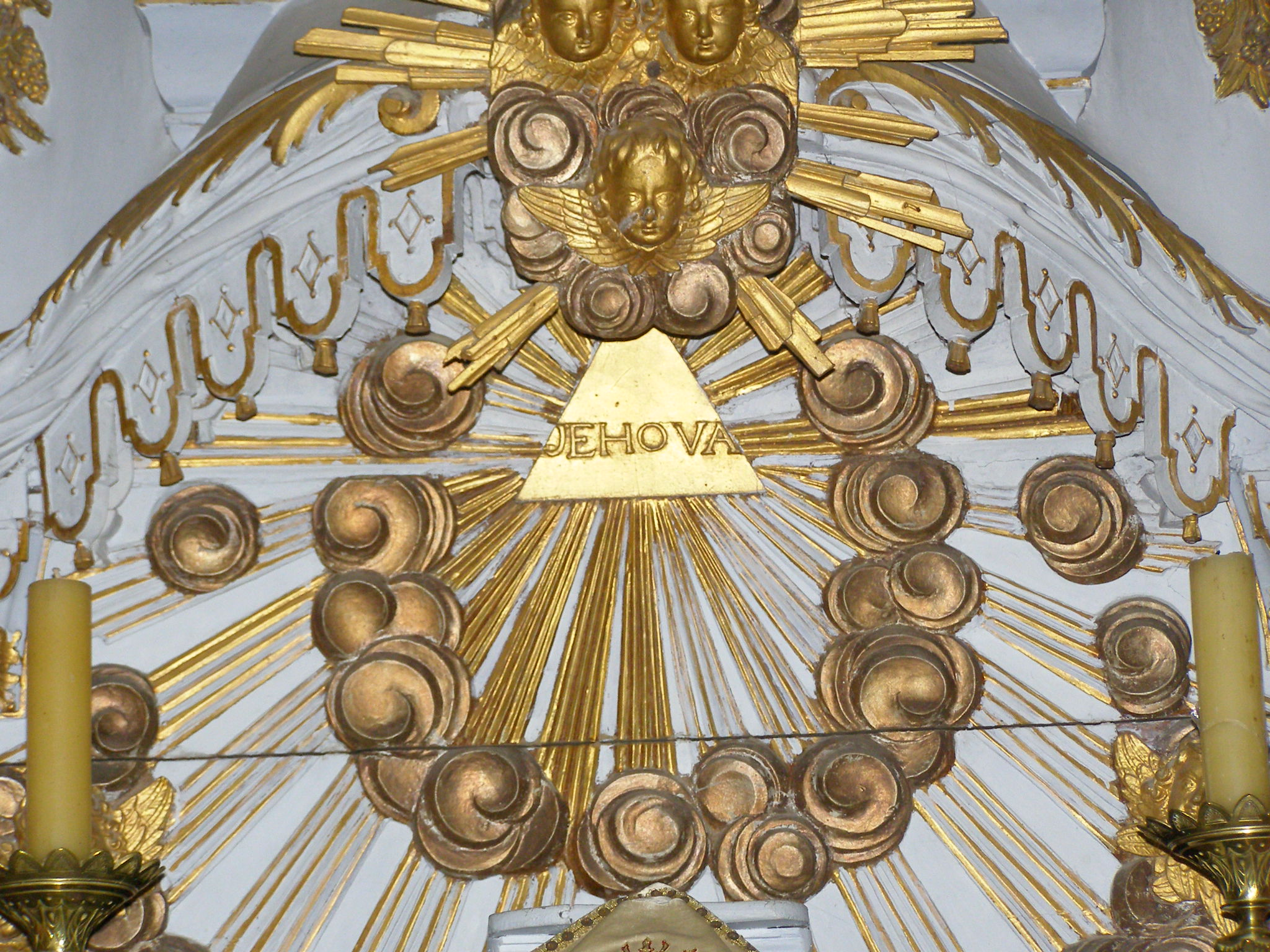
Напис «JEHOVA» у Церкві святого Вінсента Ферера. Ла-Мотт, Франція, XVIII ст.
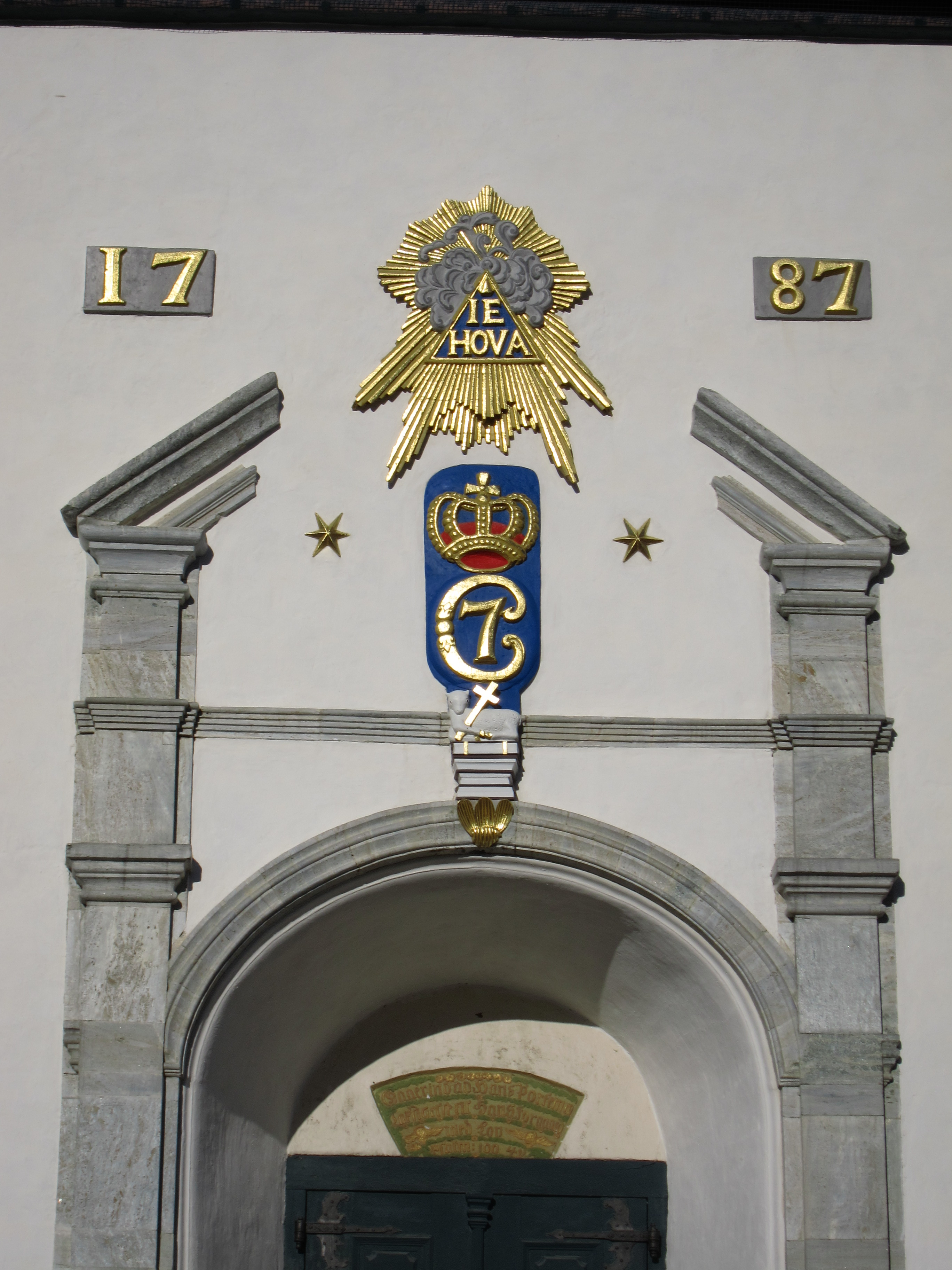
Напис «IEHOVA» над входом до Церкви Сьор-Фрун[no], Норвегія, 1792 рік.
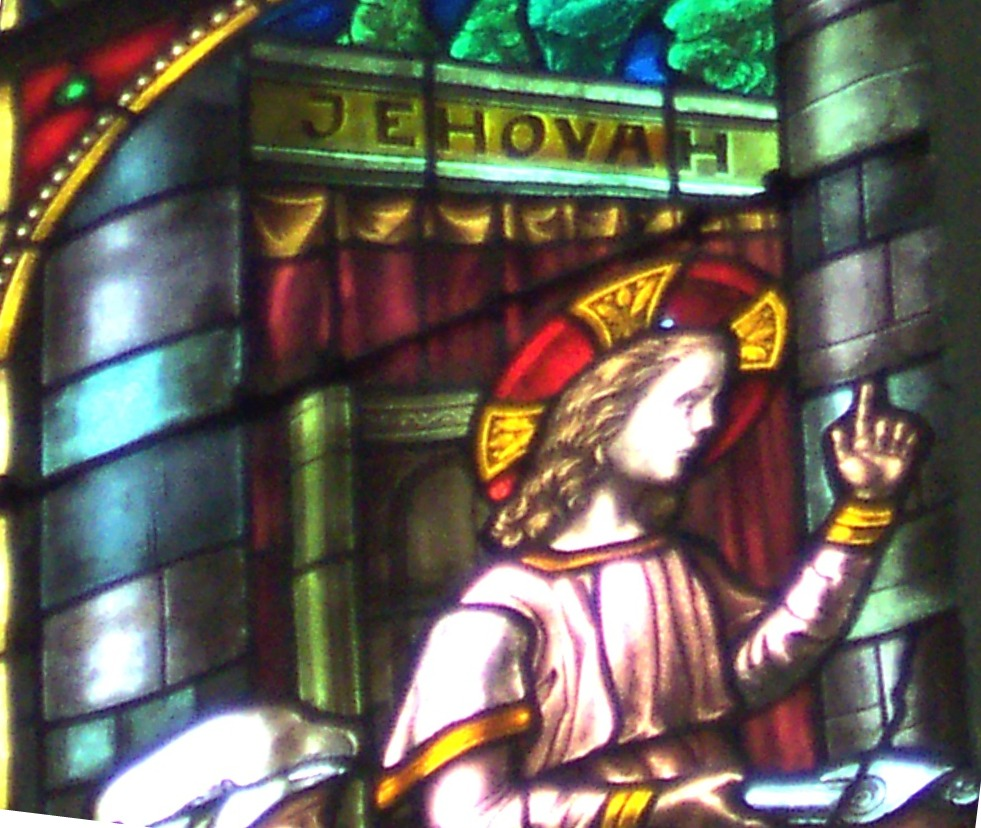
Напис «JEHOVAH» в римо-католицькій Церкві Saint-Fiacre[fr], Бельгія, 1858 рік.
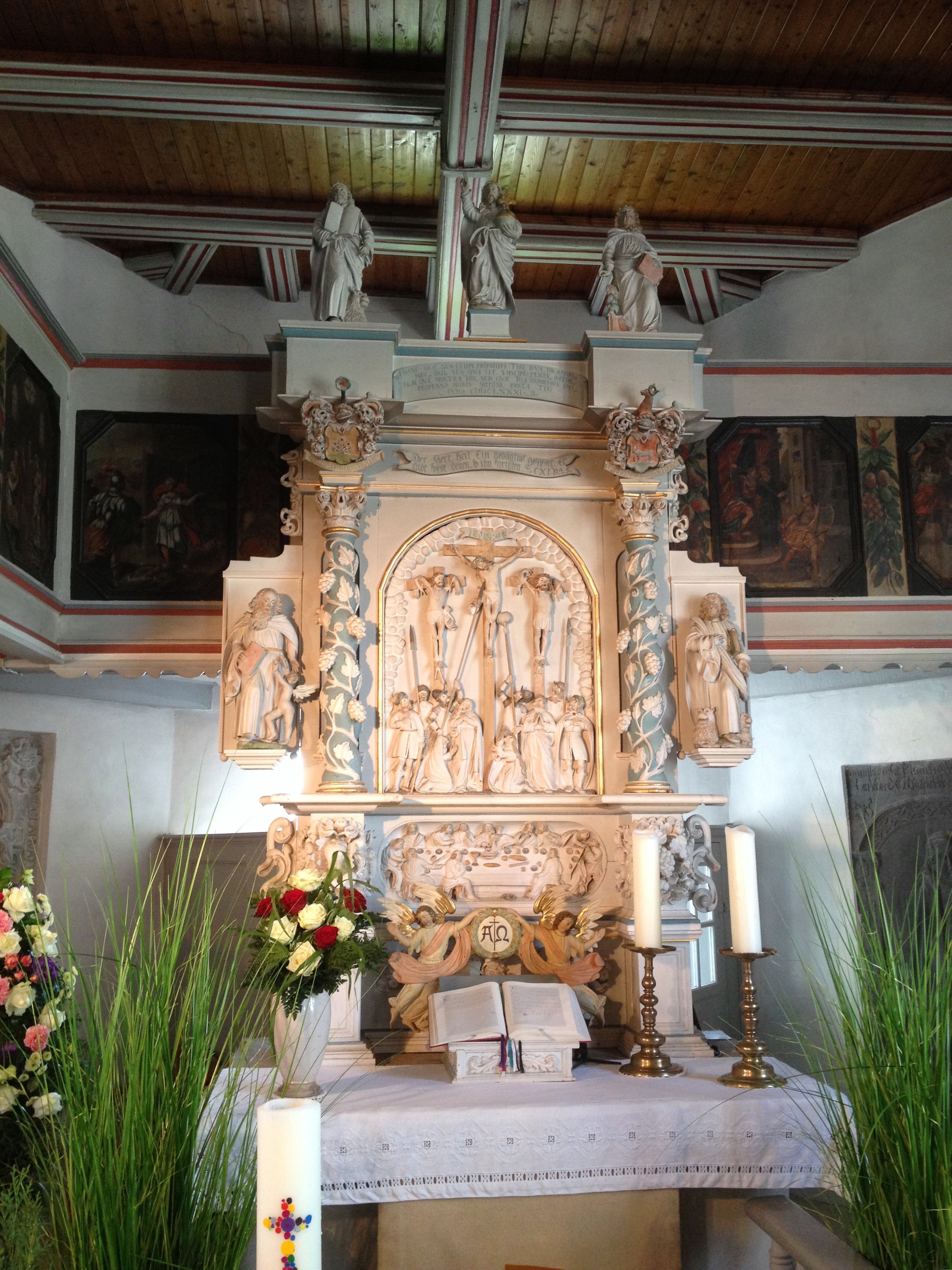
Напис на вівтарі «HUNC ARAE ORNATUM PROPRIUM TIBI, JOVA, DICAMUS» («Ця прикраса вівтаря присвячена Тобі, Єгово») Dorfkirche Dörnten, Німеччина.
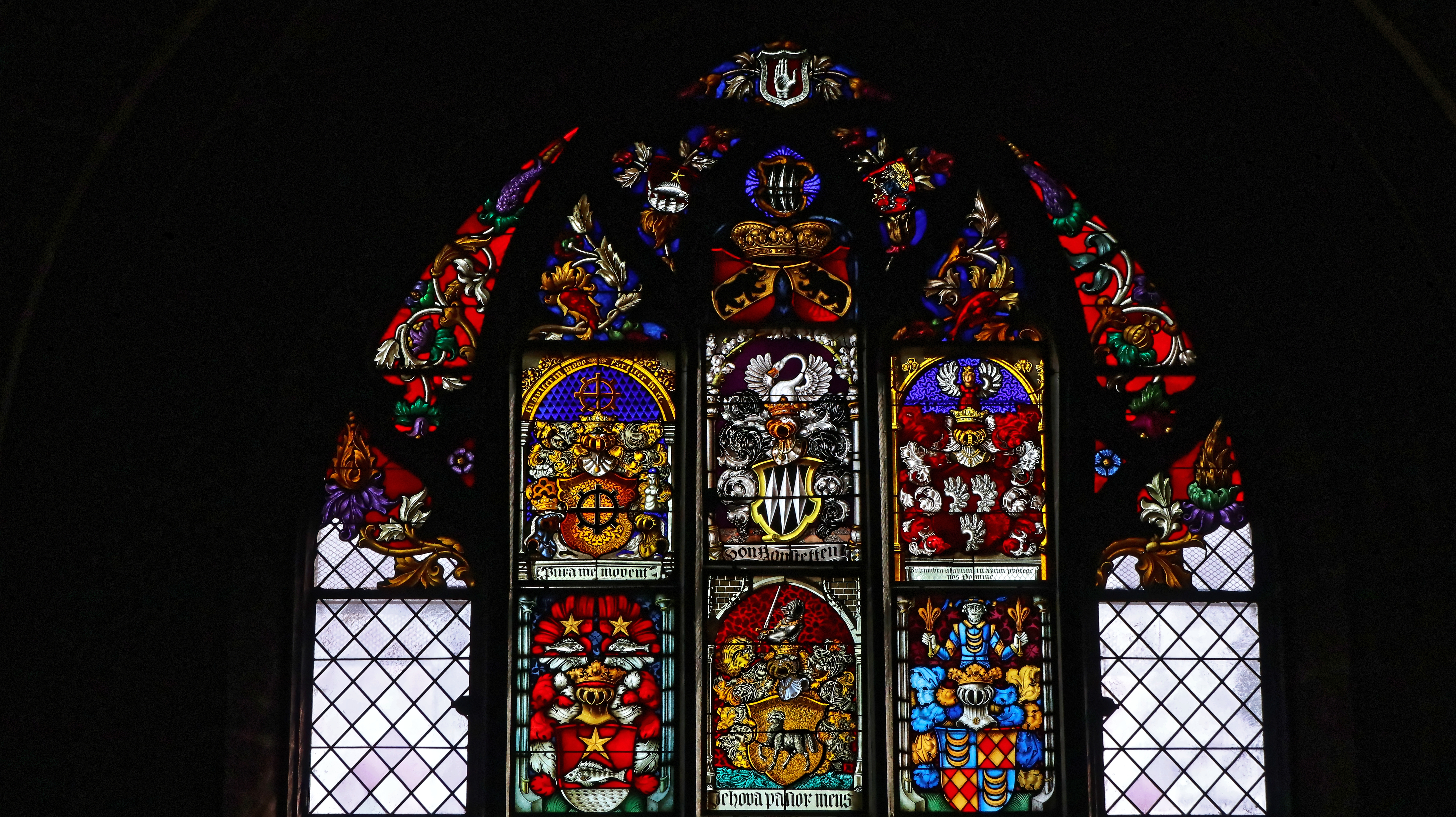
Девіз родини Фрайшинг «Jehova pastor meus» («Єгова — мій Пастир») під їхнім родовим гербом (ягня, знизу посередині) на вітражі в Бернському соборі[ru], Швейцарія.
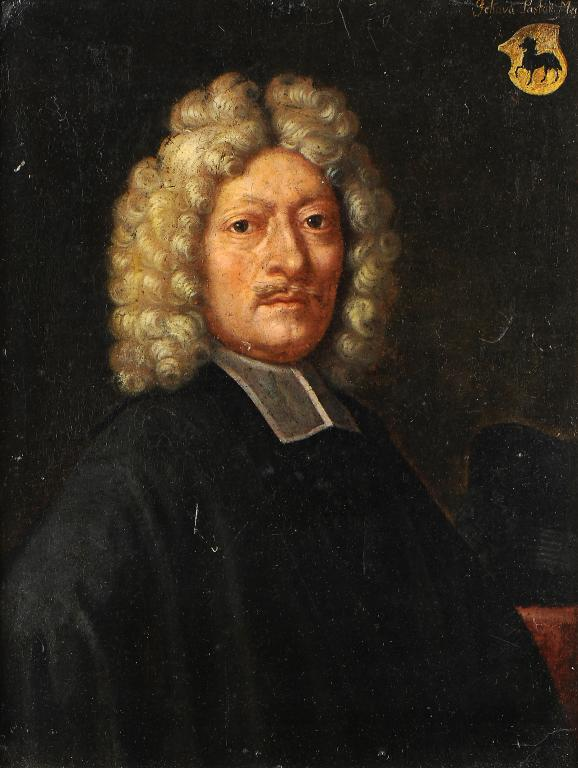
Девіз родини Фрайшинг «Jehova Pastor Meus» у правому верхньому кутку портрету Самуеля Фрайшинга[en] над родовим гербом (ягня), 1700 рік.
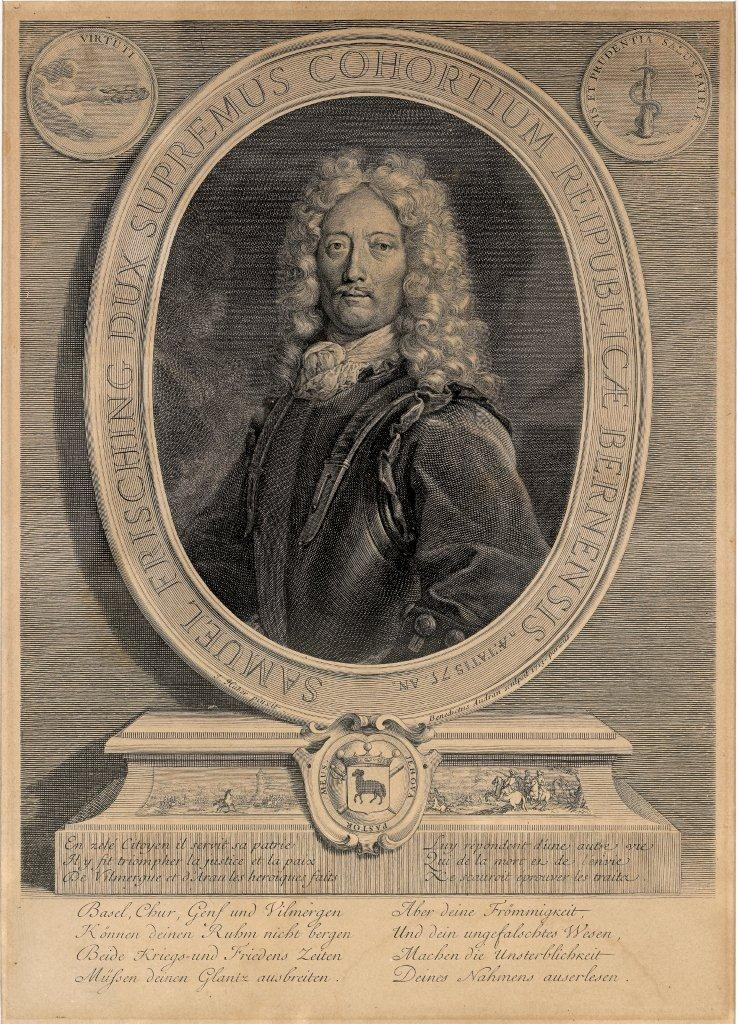
Девіз родини Фрайшинг «Jehova Pastor Meus», написаний під зображенням Самуеля Фрайшинга[en] навколо родового герба (ягня), гравюра близько 1713 року.
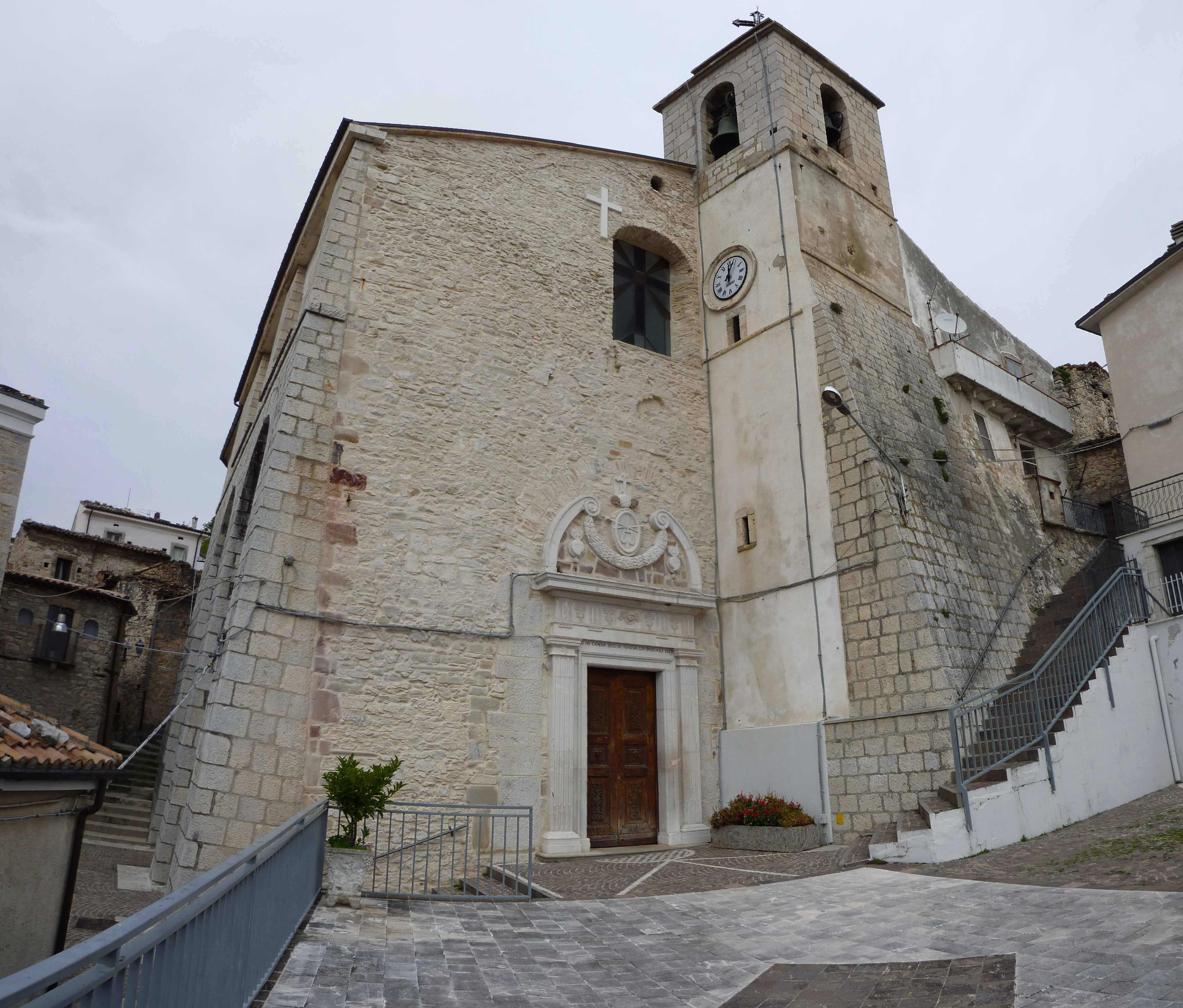
Напис «IEHOVA» над вхідними дверима у Церкві San Michele Arcangelo Монтелап'яно, Італія.
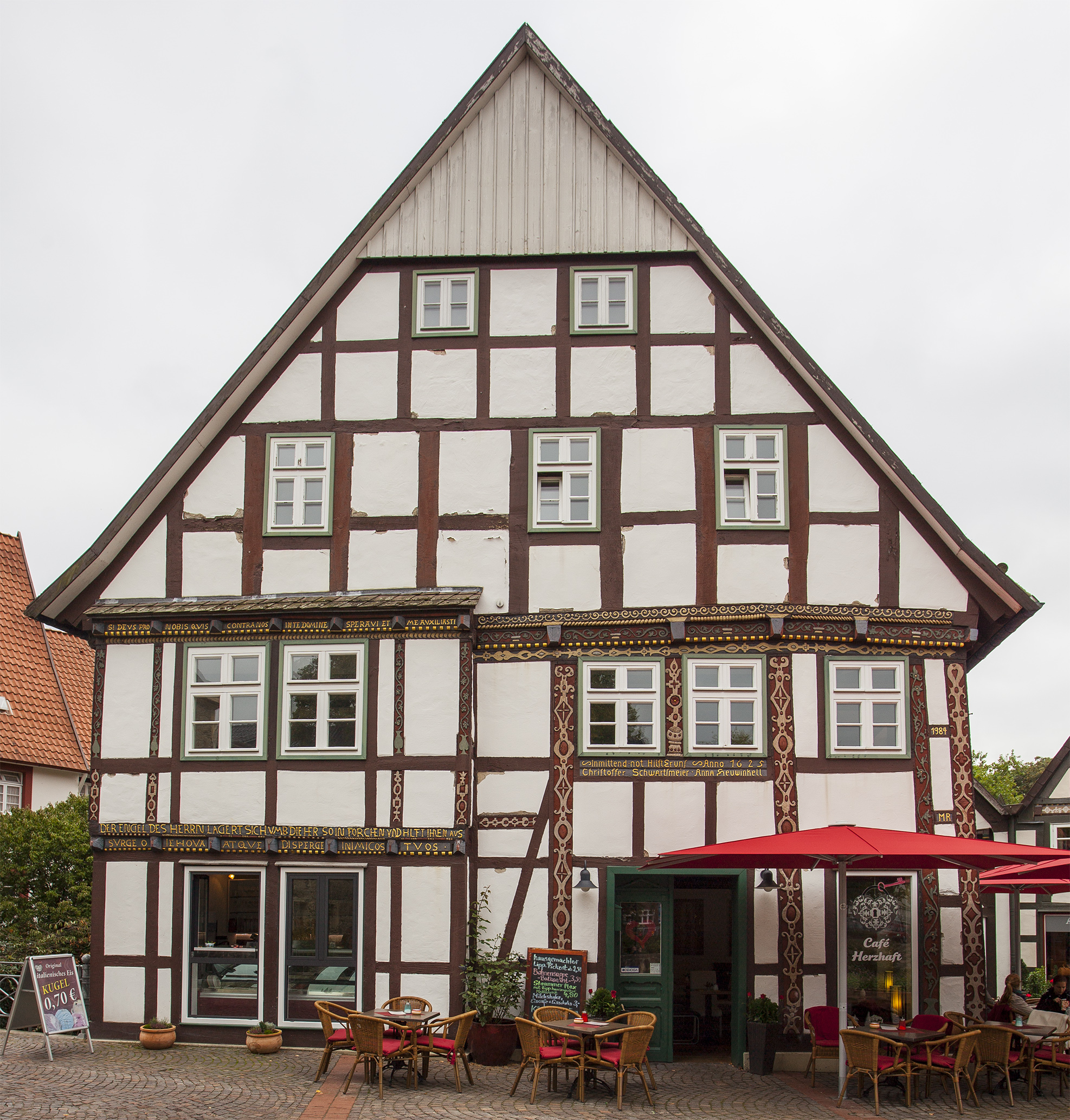
Напис «IEHOVA» зліва над нижнім вікном будинку на вулиці Lange 1 в Бад-Зальцуфлені, Німеччина, 1625 рік.
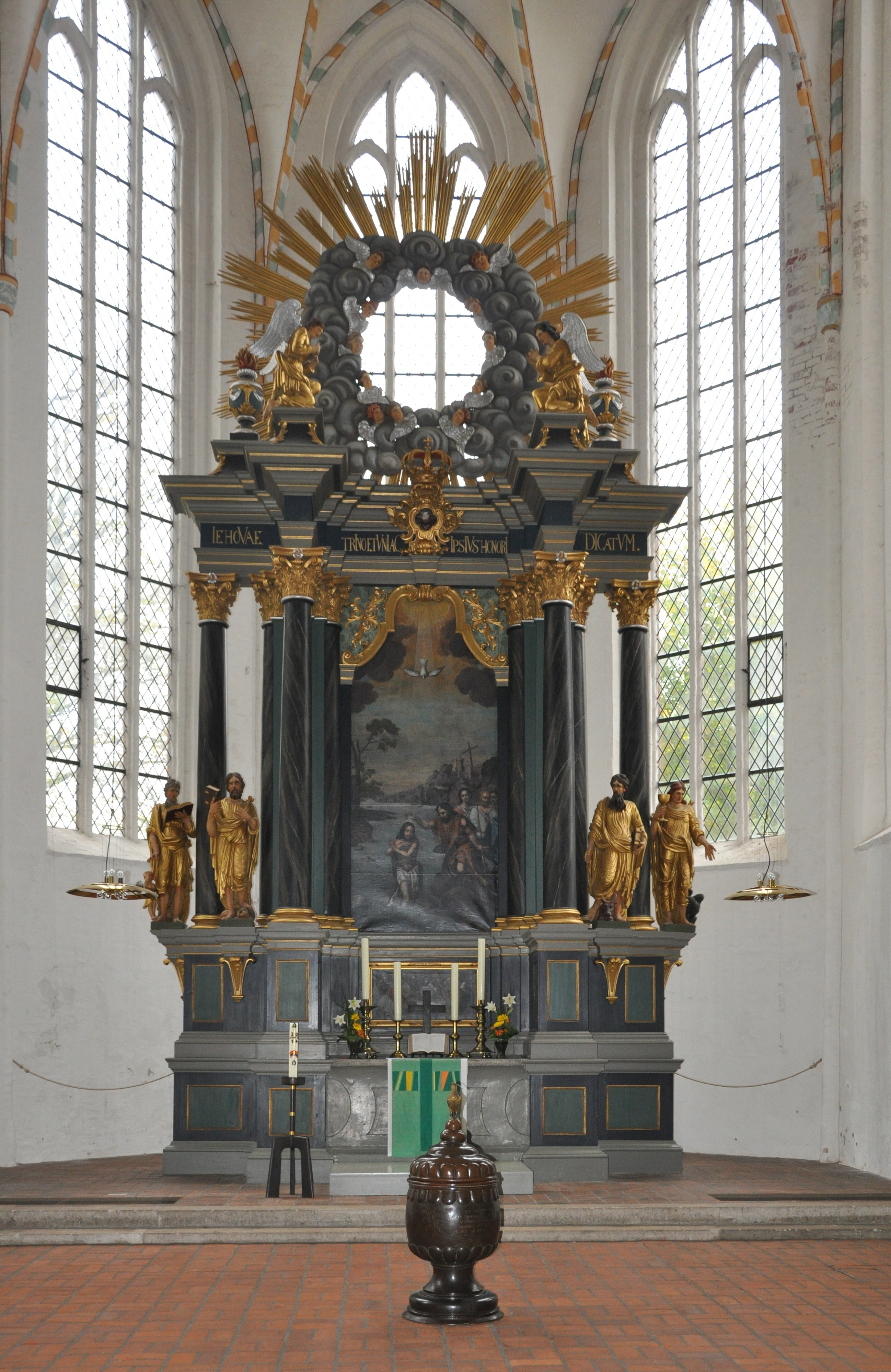
Напис «IEHOVAE» зліва на вівтарі монастиря[de] у Бордесгольмі, Німеччина.
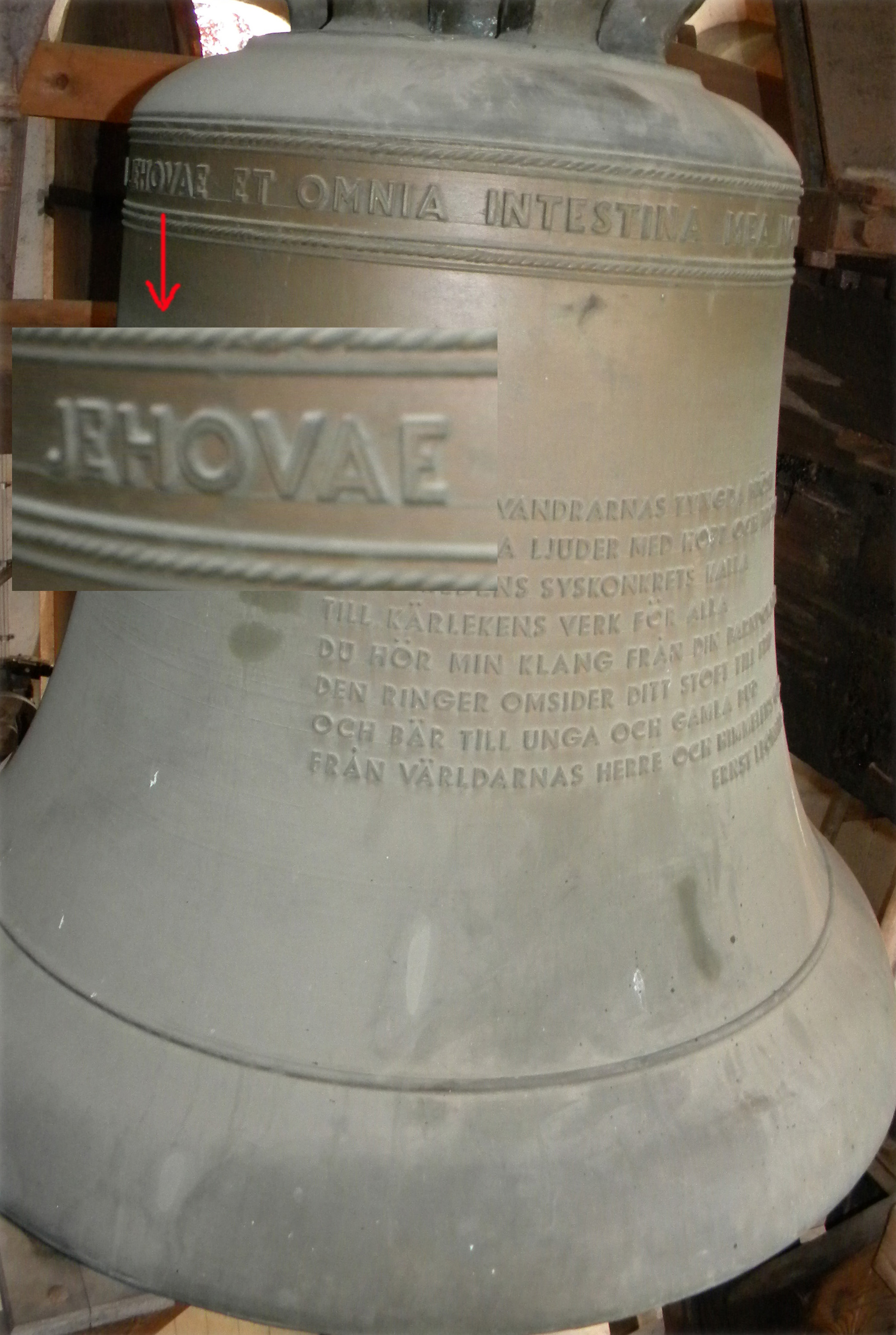
Напис «JEHOVAE» на дзвоні з Ängelholms kyrka у Енгельгольмі, Швеція.
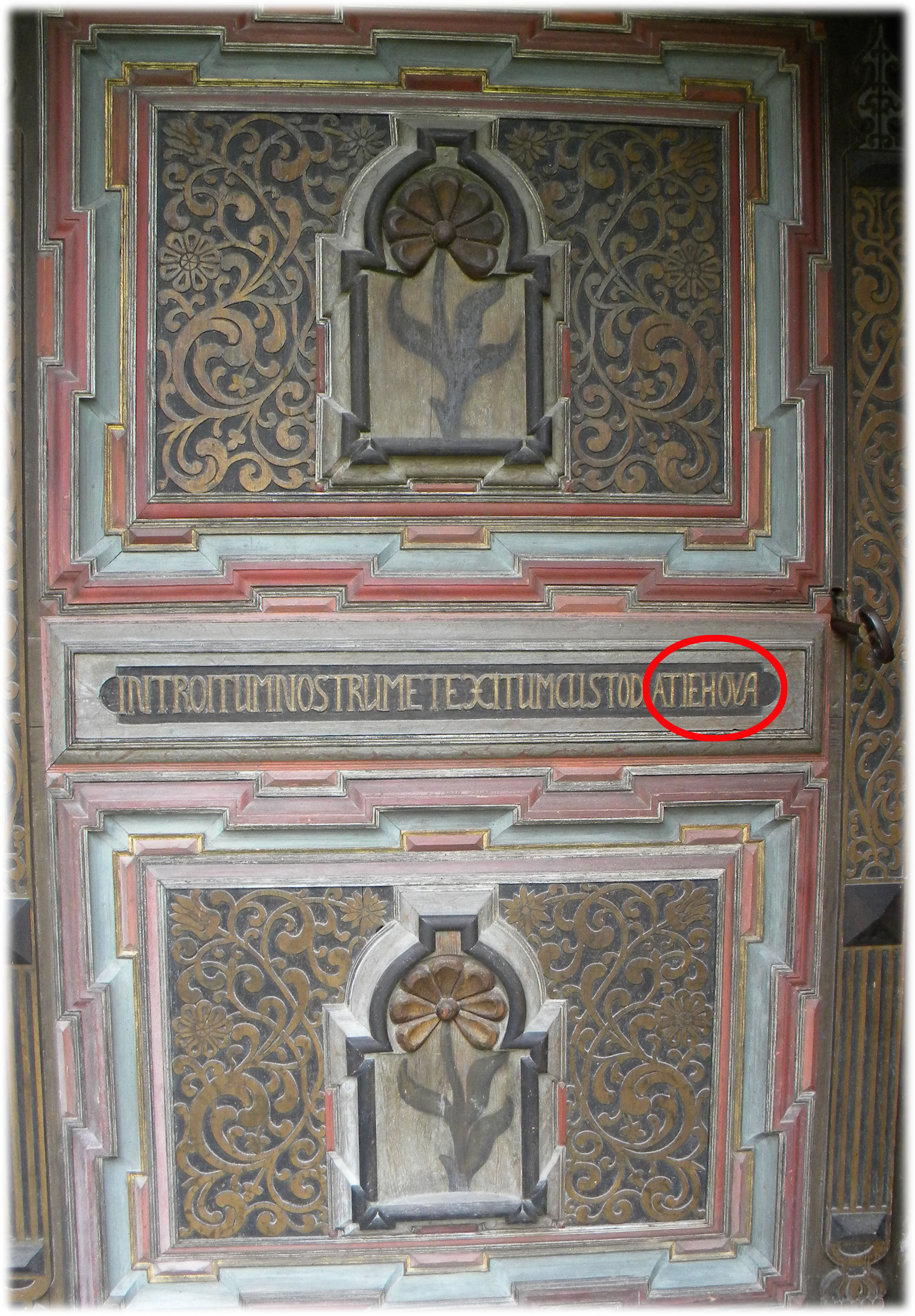
Напис «IEHOVA» в Ragunda gamla kyrka, Швеція.
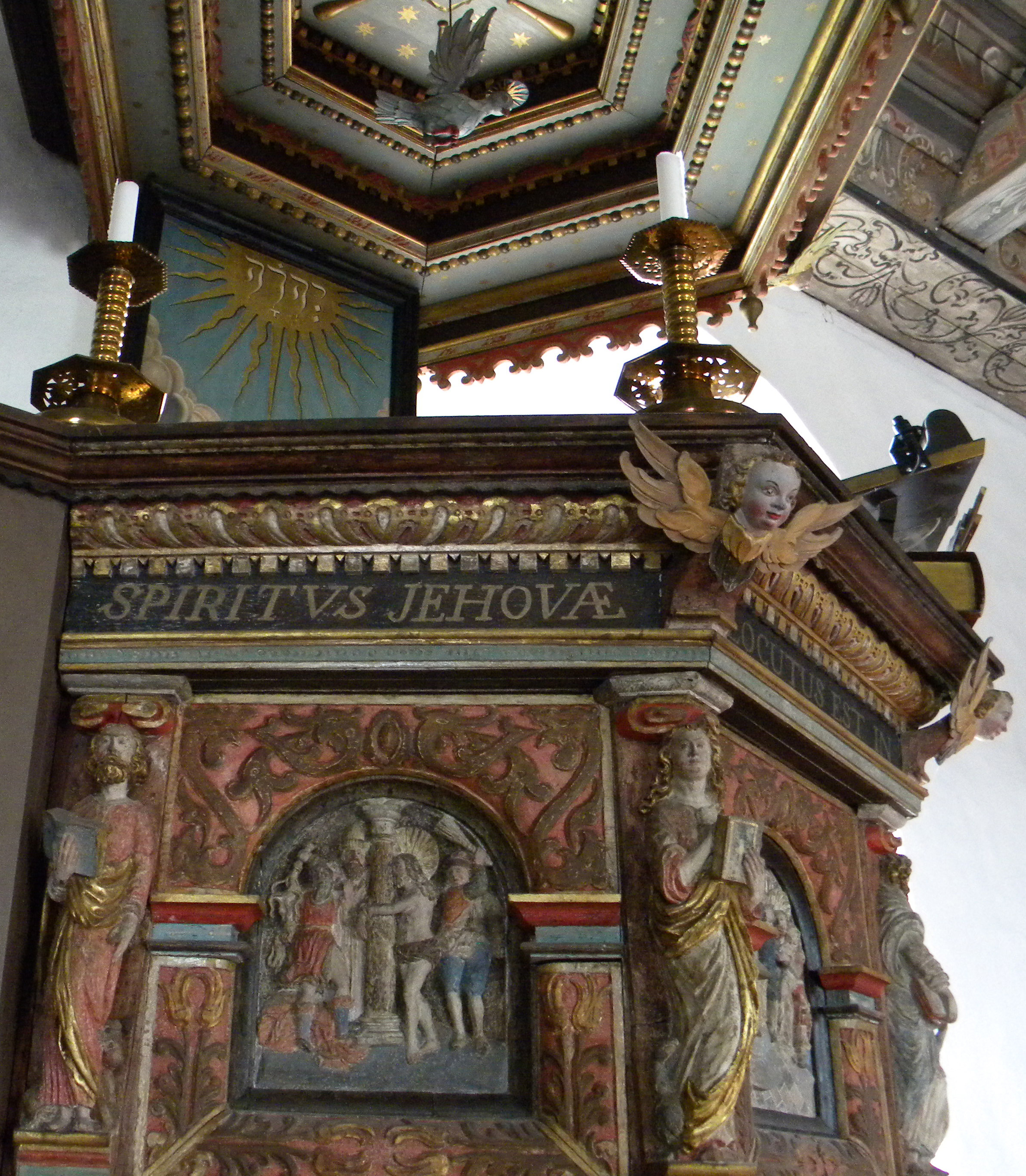
Напис «SPIRITVS JEHOVAE LOCUTUS EST IN ME, ET SERMO EIUS PER LINGVAM MEAM» («Через мене говорив дух Єгови, його слово було на моєму язиці», Друга книга Самуїла 23:2) в Onsala kyrka, Швеція.
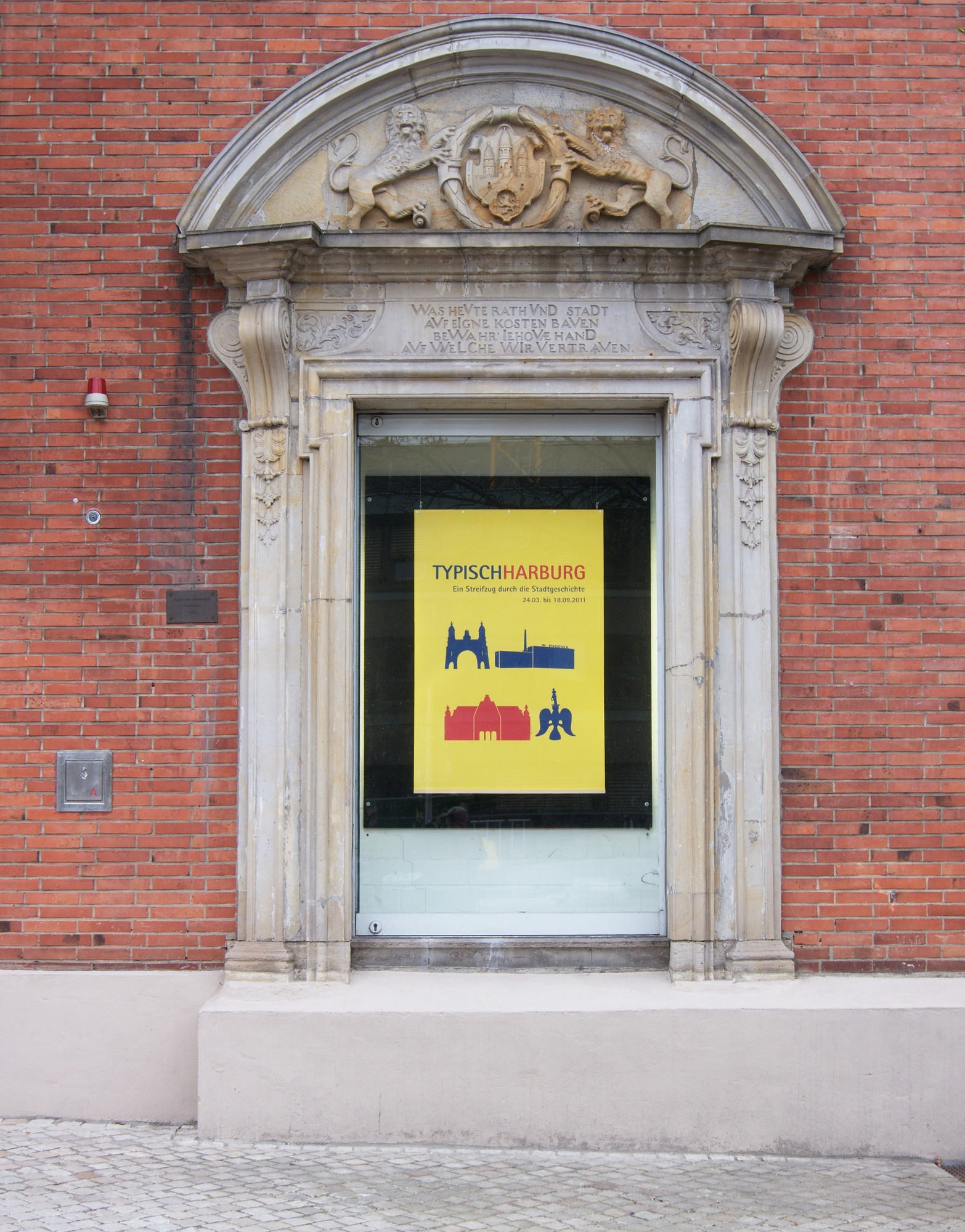
Напис «WAS HEVTE RATH VND STADT AVF EIGNE KOSTEN BAVEN BEWAHR IEHOVÆ HAND AVF WELCHE WIR VERTRAVEN» (Псалом 127:1) на будівлі Археологічного музею Гамбурга[ru], Німеччина.
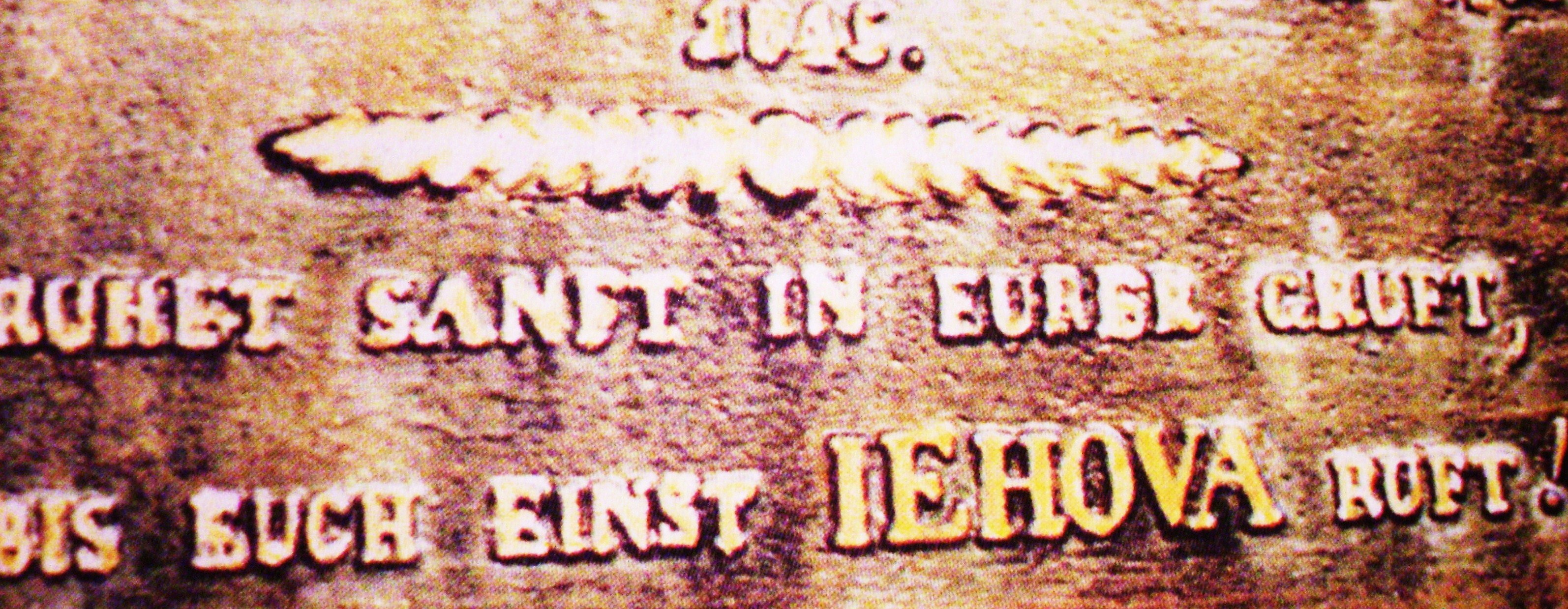
Могильна плита в Harmannschlag, Австрія, 1845 рік.
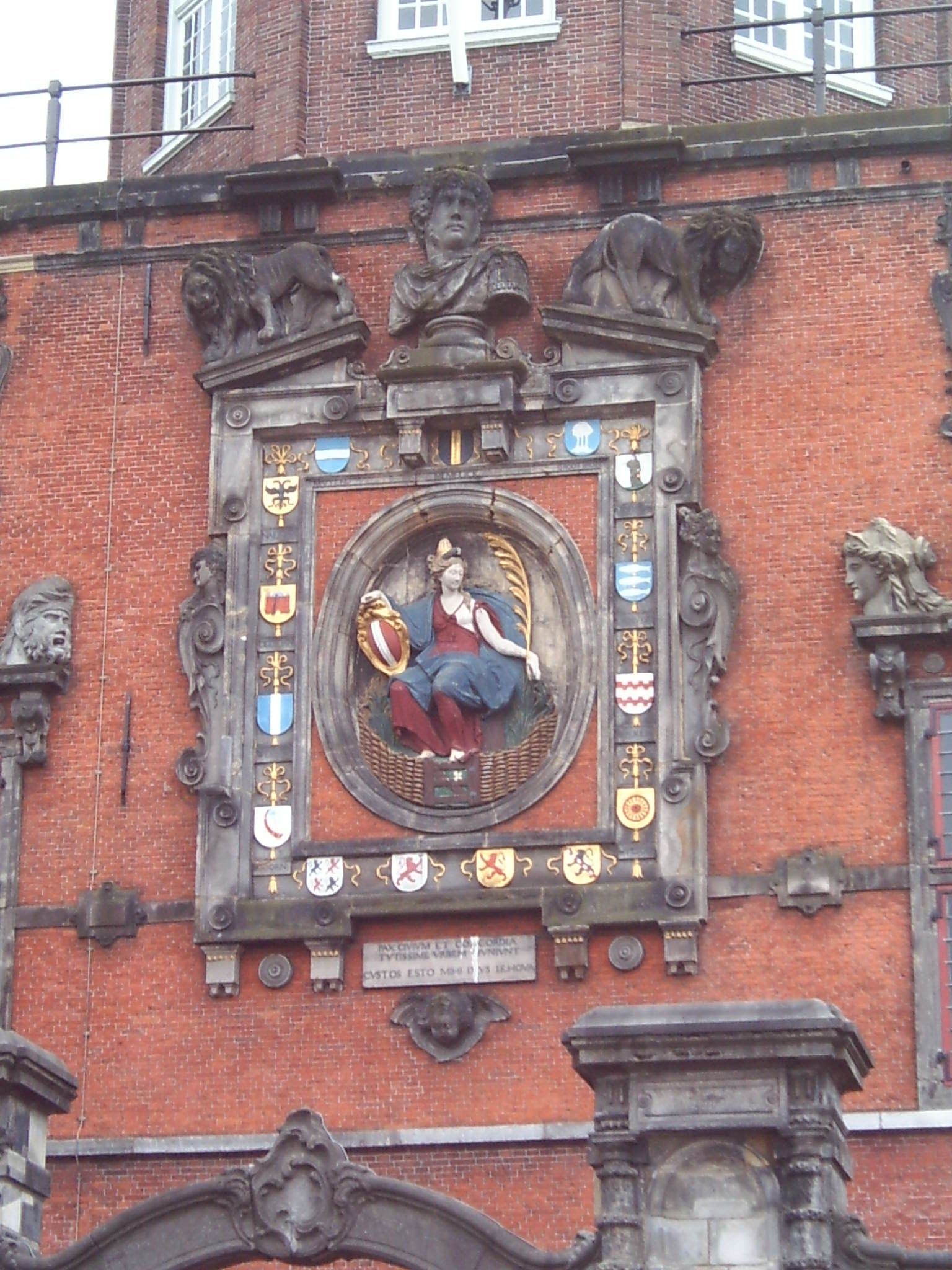
Напис «PAX CIVIVM ET CONCORDIA TVTISSIME VRBEM MVNIVNT CVSTOS ESTO MIHI DEVS IEHOVA» під рельєфом Дордрехтської дівчини, оточеної гербами 15 міст, Дордрехт, Нідерланди, 1618 рік.
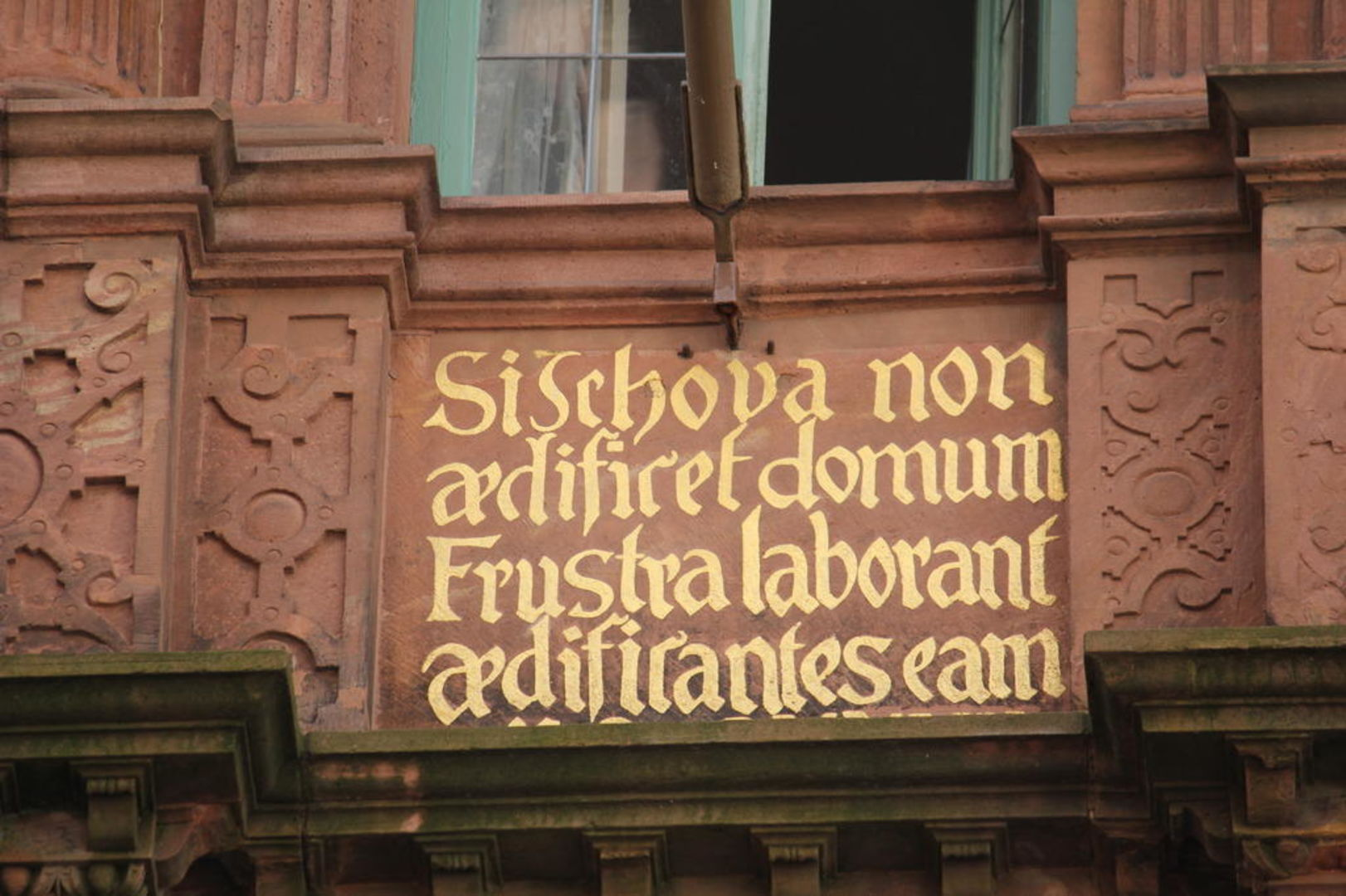
Напис «Si Jehova non aedificet domum Frustra laborant aedificantes eam» («Якщо Єгова не будує дому, то даремно трудяться будівельники», Псалом 127:1) на Будинку лицаря[de] в Гайдельберзі, Німеччина, 1592 рік.

## Інтернет-ресурси
1. Біблія в перекладі П. Куліша [Архівовано 4 жовтня 2013 у Wayback Machine.]
2. Біблія в перекладі І. Огієнка
3. Українська Біблія онлайн переклад Івана Огієнка [Архівовано 14 травня 2014 у Wayback Machine.]
4. Українська Біблія. Переклад Івана Хоменка — Старий Заповіт [Архівовано 14 травня 2014 у Wayback Machine.]
5. Українська Біблія. Переклад Івана Хоменка — Второканон [Архівовано 14 травня 2014 у Wayback Machine.]
6. Українська Біблія. Переклад Івана Хоменка — Новий Заповіт [Архівовано 14 травня 2014 у Wayback Machine.]
7. Біблія в перекладі І. Хоменка
8. Біблія — Видавничий відділ УПЦ Київського Патріархату. Переклад Філарета
9. Біблія в перекладі О. Гижі — Старий Заповіт
10. Біблія в перекладі О. Гижі — Новий Заповіт
11. Том 15, стор 312, 1911 Британської енциклопедії [Архівовано 6 травня 2022 у Wayback Machine.] (англ.)
12. Біблія. Переклад нового світу. [Архівовано 6 грудня 2018 у Wayback Machine.] на сайті JW.ORG
13. Біблія . Переклад Нового світу [Архівовано 3 жовтня 2014 у Wayback Machine.] / ОНЛАЙН-БІБЛІОТЕКА Товариства «Вартова башта»
14. Новий Завіт. Вживання Божого імені в Біблії [Архівовано 5 грудня 2017 у Wayback Machine.]
15. Т. Ашурков, К. Верещинська, С. Маланчук. Теоніми Єгова і Ягве в українській літературі другої половини ХІХ – початку ХХ ст. [Архівовано 18 липня 2021 у Wayback Machine.] // Науковий щорічник «Історія релігій в Україні». № 31 (2021): Випуск 31. С. 92-113.
16. Васіліадіс П. Д. Ісус, Новий Завіт і священна тетраграма / Павлос Д. Васіліадіс // «Слово – живе й діяльне» (Євр 4:12): Біблійні дослідження, Захід і Схід / за ред. Галини Теслюк. – Львів: Видавництво УКУ, 2018. – 296 с. – (Серія «Київське християнство», т. 8). – С. 109–146.  URI: https://er.ucu.edu.ua/handle/1/2544 [Архівовано 3 листопада 2021 у Wayback Machine.]